# 全力!脱力タイムズ
『全力!脱力タイムズ』（ぜんりょく だつりょくタイムズ）は、フジテレビ系列で2015年4月17日から放送されている、報道番組風のコント番組。2017年10月6日から毎週金曜日 23:00 - 23:40（JST）に放送されている。番組の愛称は「Datsuryoku News Network」の頭文字を取って「DNN」もしくは、「脱力タイムズ」。

## 概要
世界各国から集められた、“思わず脱力してしまいそうな”「脱力ニュース」を、有識者たちが徹底解説するニュースバラエティ番組としてスタート。2014年末の特番（放送時のタイトルは『全力! 脱力ニュース』）を経て、2015年4月17日よりレギュラー化されて、毎週金曜日 23時 - 23時30分（JST）で放送開始された。
番組ではメインターゲットの視聴者層を70歳以上の高齢者として、経済、社会問題、芸能、ファッション、グルメなどの幅広いニュース・テーマが取り上げられる。なお、番組ホームページの番組紹介では「世界各地の最新ニュース」、番組ロゴには「World Report」といった文字があるが、取り上げられるニュース・テーマは海外のものは少なく日本のものが中心となっている。現在は後述の「日本の論点」をメインコーナーとする番組となっている。
2017年10月6日より放送時間が30分から40分へ拡大されて、毎週金曜日 23時 - 23時40分（JST）となった。フジテレビ開局60周年WEEKの2019年3月25日から3月31日までの7日間に渡り、時間未定のゲリラ放送が実施された。
『酒のツマミになる話』からのジャンクションは、他のバラエティ番組のような番組の一部を紹介するものではなく、有田が何か一言を発した後にその回の出演者が揃って番組タイトルを言うものになっている。
2025年4月4日放送分から放送時間が30分に短縮された。

### 演出手法
制作総指揮（2019年3月まで総合演出）の名城ラリータは、「今やっているニュース自体が、実は一個下駄を外すとコントになる」というコンセプトのもと、「報道番組のフォーマットを借りたコント」（いわゆるシチュエーション・コメディ）という体で演出を手掛けている。
これは、名城が最初からコント番組を手掛けたかったものの、視聴率が獲得しにくく企画が通らないことから「報道バラエティ」として企画を通してもらった上で生み出したものであり、当初は「世界各国の真面目な時事問題にこじつけて世界各国のハプニング映像を流し、それに対して解説員が映像とまったく関係のない自身の専門分野の話を始め、スタジオトークの脱線を楽しむ」というスタイルで始まった。そこから徐々に変化して、現在は番組が仕掛ける突拍子もない演出やハプニング、さらに俳優（女優）・アイドル・モデル・歌手などといったお笑い芸人以外の芸能人（以下、本項目で「タレントゲスト」と称する）らの出演者が次々と繰り出す容赦のない無茶ぶりに芸人（以下、本項目で「芸人ゲスト」と称する）が右往左往する展開が当番組の見どころとなっている。
芸人ゲスト以外には番組スタッフによる企画・演出を有田がブラッシュアップした綿密な台本が用意されており、この内容に沿って収録が進められる。したがって、番組内での「ハプニング」・タレントゲストの言動と唐突なタイミングによる番宣・リアクション・事件事故もすべて台本に沿った演出である。一方、本番組のターゲットである芸人ゲストには内容のまったく異なる「偽台本」が用意されており、出演者の中で唯一本番組の実際の内容を知らされていない。「40分一本のロングコント」というコンセプトを基に原則撮り直しは行われず、タレントゲスト（主に俳優および女優）にとっては持ち前の演技力を発揮できる場であることから、普段バラエティ番組には出演しないような「名優」と呼ばれる役者が出演することが多い。また、芸人ゲストにとっても、自らの「笑いの瞬発力」を試される番組ともなっている。
一見してバラエティだと思われると笑いも薄くなるため、出演者・演出ともあくまで報道番組を意識しており、男性陣のみスーツを着用することが決まりとなっている。有田も意識のうえでは『BSフジ LIVE プライムニュース』の感覚で出演しているという。また、全力解説員もそれぞれ専門分野を持ち本物の報道番組にも出演する有識者だが、番組がどんどん変化してコント色が強くなっても積極的に参加してもらえたという。
なお、本番組において有田、小澤（→佐久間）、タレントゲストの3人は伊達眼鏡をかけている。また、本物の報道番組との混同やトラブルを防ぐため、タイトルに（フジテレビ系報道番組のタイトルに冠せられる）「FNN」の文字は入っておらず、名称も番組中に一切出されない。その代わりとして、セットには「Datsuryoku News Network」を略した「DNN」の3文字が付されているほか、タイトルロゴの下にもその名称が記されている。
エンドロールではテロップで「この番組内で紹介した情報や意見は全力解説員の見解であり、諸説ある中の一説の場合があります。」と流れ、2020年以降は「この番組はフィクションです。」も流れている。

### アンタッチャブルのコンビ復活
2019年まで当番組に柴田英嗣が芸人ゲストとして出演する際には、「脱力スーパーLIVE」で「アンタッチャブル復活」と銘打って、本来の相方である山崎弘也の偽物（バービー、ハリウッドザコシショウ、コウメ太夫など）と漫才を披露するというのがお約束となっており、2019年11月29日放送の「うわぁぁぁーダメだっての巻」でも同様に番組の終盤で柴田が山崎の偽物役の小手伸也と漫才を披露。漫才の途中で小手が「ネタが飛んだ」と言って有田に漫才を止められて袖に引っ込ませた後、柴田の意思を確認した後「小手に扮した」山崎本人が有田に連れ出される形で登場。柴田は激しく動揺した後、2010年に女性問題で柴田が1年間の謹慎処分を受けて以来10年ぶりに「アンタッチャブル」として漫才を披露した。この終盤の演出については番組の事前告知で一切触れられることはなく、収録時も山崎が出演する演出を事前に知っていたのは有田を含めてスタッフ3人だけで、多くのスタッフや他の出演者も知らなかったという。
まったくのサプライズでのコンビ復活はネット上でも大いに話題となったほか、三村マサカズら芸人仲間も大きく反応した。また、フジテレビオンデマンド（FOD）で行われている見逃し配信の視聴数が通常時の約11.4倍となった。
この放送回は、2019年12月度ギャラクシー月間賞 を受賞した。放送批評懇談会ギャラクシー賞選考委員の戸部田誠は「ずっと『フェイク』をやり続けたこの番組自体の歴史が振りになったサプライズ。それを事前告知まったくなしに行ったのも粋だった」と評価している。

## 主なコーナー
日本の論点
お題となるニュース・テーマのVTRが流れたあとに、出演者が解説・討論していく当番組のメインコーナー。
THE 絶景遺産
2016年8月12日から不定期に放送。後世に残したい日本の風景を紹介するコーナー。ナレーターは滝沢カレンが担当。
THE 美食遺産
2016年10月14日から不定期に放送。後世に残したい日本の食を紹介するコーナー。ナレーターは滝沢カレン、伊藤一朗 (Every Little Thing)、ACE、あのなどが担当。
日本技術遺産
2022年4月8日から不定期に放送。伝統工芸品の製作過程を紹介するコーナー。ナレーターはあのが担当。
脱力スーパーLIVE
タレントゲストが唐突に芸人ゲストのファンだと言い出し、ネタを披露する流れになるが、相方が別人だったり、番組側が理不尽なルールを科したりし、まともにネタが出来ない状況に追い込む。
コンプライアンス委員会
2021年5月21日からほぼ毎回放送。番組終盤にて「今回の放送での発言がコンプライアンス的に問題が無かったか」をチェックするため、芸人ゲストが別室に呼び出される。しかしコンプライアンスに関することにはほとんど触れず、番組中の特定シーンを振り返りながら、お笑い的なダメ出しや、時には番組内容にすら関係ないダメ出し（相方など関係者が委員としてサプライズ出演して指摘する）、あるいは本人や視聴者も気づくのが困難な巧妙なドッキリのネタばらしをされたり、または極稀に「（ツッコミが）素晴らしかったです」などと褒められることもあり、本人が困惑する中いずれも「…コンプライアンス的には問題ありません」で片付けられ（逆に本人は暴言などの自覚があり「問題あるだろ」などとツッコむことも）、最終的に「合格です。またのご出演お待ちしております」と締め括られる。稀に意図的演出でコンプライアンス的に問題のある発言を番組内で誘導された挙げ句「出禁」を言い渡されるゲストもいる。基本的にこのコーナー中でスタッフ・キャストクレジットが流れ番組の締めくくりとなる。
脱力!ホストクラブ
芸人ゲストが女性の場合などに番組終盤にてコンプライアンス委員会の代わりに設置されるコーナー。栗谷、すがちゃん最高No.1、Denのカリスマホスト3人衆が芸人ゲストを癒してくれる一言（と言っても自作）を言う。
激白!本番終了後の本音
コーナーでは無いが、番組のフィナーレとして入る本編撮影終了直後のワンカット。最後まで本番組の内容を知っていなかった芸人ゲストの本音や感想が垣間見えることが多い。特にスタッフの「はい、OKです」と台詞の後、一部の芸人ゲストは「OKじゃないよ」などとツッコミを入れることがある。

## 主なパターン
毎回、取り上げるテーマが異なり、番組の進行形態はその都度異なるが、以下では複数回でみられる「当番組のお約束」というべき展開について記述する。「有田ジェネレーション」などのアリタが出演する別番組からの企画が流用される場合もある。
芸人ゲストの個人情報暴露
唐突に芸人ゲストの個人情報（実家の住所・携帯電話番号など）をフリップやボードなどで暴露し、知らされていなかった芸人ゲストは狼狽し、笑いを誘う。なお、画面上ではモザイク加工されている。
芸人ゲストのタブーネタ
芸人ゲスト（グループの場合、そのメンバーも含む）の過去の不祥事・男女交際・離婚などのタブーな話題についてもネタにし、知らされていなかった芸人ゲストを慌てさせ、笑いを誘う。
タレントゲストからの告知
タレントゲストは自身の出演作品・活動・楽曲などの告知・宣伝を番組内で必ず行う。それ自体は問題無いが、ニューステーマに関する質問に対してや、何の脈絡もない唐突なタイミングで強引に告知・宣伝を入れ込む展開が多く、それを聞いた芸人ゲストはツッコミをしたり、あ然とする。アリタが番組進行の立場上、ツッコミを入れることもある。
タレントゲストから芸人ゲストへのフリ
なお、これらのパターンではタレントゲスト同様、全力解説員が芸人ゲストイジリに加わることも多い。
- ネタパクリ

芸人ゲストのギャグや持ちネタをタレントゲストが唐突にやってみせる。
- 人違い

タレントゲストが、芸人ゲストやその持ちネタの大ファンだと言って、いったん持ち上げる。しかし、話を進めていくうちにそれはまったく違う人物のことであったり、別の芸人の持ちネタであったりする。また、下記の通り、実際では芸人ゲストのことをまったく知らない場合もある。
- ネタや漫才が見たい

先述の「脱力スーパーLIVE」の記載を参照
著名人からのコメント・インタビュー
その日のテーマに応じて、著名人（タレント・俳優など）への取材VTRやインタビュー映像などを挿入する。しかし、これらはモノマネタレントや芸人が演じる偽物であるが、アリタら芸人ゲスト以外の出演者は偽物である点に触れず平然と番組を進行させる。芸人ゲストはその点に激しくツッコミを入れるのが定番だが、まれにその裏をかくように著名人本人が出演することもある。
インタビューの捏造
芸人ゲストに事前収録でインタビューを行うが、その回答に対する聞き手の質問を編集で差し替え、あたかも他者の中傷や犯罪行為の肯定をしているかのように見せる。
不祥事を起こした人物の電撃復帰
過去に不祥事やスキャンダルにより一線を退いた著名人・有名人が突然登場し、芸人ゲストを驚かせる。前述のアンタッチャブルのコンビ復活の他、2015年には水口憲治、2023年には木下優樹菜、渡部建（アンジャッシュ）が登場した。
- THE コンプライアンス

2022年ごろより登場した謎の覆面お笑い芸人。過去後輩芸人にペットボトルを投げる、投資を勧める、トイレや4WDで女性と不貞行為などコンプライアンス違反を犯したタレント。近年法人化され（株）THE コンプライアンスとして独立したという設定。2020年6月9日までお笑いタレントとして活動し自身の不祥事により芸能界を引退し番組ADとして働いていた AD（演:渡部建)や、マネージャーX（演:原田龍二）も登場した。
犯罪の発生
収録中に殺人や窃盗の事件が発生し、突然ミステリードラマのような展開へシフトしていく。自身が『脱力タイムズ』を担当したいがあまり、小澤や佐久間を強く嫉む設定の堤礼実が事件の黒幕として暗躍する展開が多い。
毎回同じ展開になる定番企画
芸人ゲストの芸風やキャラクターに応じて設けられた展開が、芸人ゲストが再出演を重ねることで恒例化されるケースもある。
- 柴田英嗣（アンタッチャブル）-アンタッチャブルの漫才が見たいと唆されては、毎度違う相方と即興で漫才をさせられる。ニュース内容の間違い探しをさせられ毎回それをツッコマさせられる。
- 河本準一（次長課長）-毎回回答が芸能人のゴシップにまつわる子供の素朴な疑問に答えさせられる「脱力!こども相談室」
- 屋敷裕政（ニューヨーク）-アリタが屋敷にフジテレビやフジテレビ制作番組の批判を唆し、それに乗じた屋敷の発言に上役が激怒し、フジテレビ出禁を命じられる。
- 藤森慎吾（オリエンタルラジオ）-番組内の随所にタナカミナミを出して過去の女子アナとの交際を煮え繰り返す。
- フワちゃん -共演NG無しをダシに非常にクセのあるゲストが登場するトーク番組「フワちゃんの最高ラジオ」が始まり共演NG度を判定してもらう。
- ナダル（コロコロチキチキペッパーズ）-自身がYouTubeの謝罪動画にNGを出したTKOが出演。
- 津田篤宏（ダイアン）-母・きみ子が収録に参加する。また、MCごんのすけ（演:ユースケ）が登場し、ラップバトルをさせられる。
- みやぞん -悩み事を抱えていたり、トラブルにまきこまれたりした人が登場（エキストラが中心だが、芸能人も登場する）し、即興の応援ソングでエールを送らされる。
- カズレーザー（メイプル超合金）-クイズプレイヤーとして活躍するカズレーザーに対して、なんらかの理由をつけて番組が考案したクイズに臨ませる「カズレーザーへ挑戦状」。
- 井上裕介（NON STYLE）-本人の知る所とは別に企画が進行しており当の井上本人はON AIRチェックをしない限り今回の主旨が理解できず出演部分は全く使われない。

脱力カジノ
「カズレーザーへ挑戦状」で出題された2択問題からの派生。番組冒頭突然大金が必要な事態となり二択ベットで千円から始まり一問ごとに賞金の桁数が増え最終的に目標金額を目指す企画。毎回最後の賭けの対象が「天竺鼠川原は自己紹介でふざけるか」になる。
メルティーキッス
明治の冬期限定商品チョコレート菓子である「メルティーキッス」の販売シーズンには、ゲリラ的に同商品のインフォマーシャルが行なわれる回がある。
総集編
毎回番組の裏側を舞台にしたモキュメンタリーを制作され、随所に総集編が挟まれる。レギュラー陣やスタッフ、インターン生の視点で番組の裏側に迫るが、やらせや上記のインタビューの捏造など番組の闇が明るみになり、やがて最後は番組側に丸め込まれて何事も無かったという結末になる。堤礼実が事件の黒幕として暗躍する展開が多い。

## 出演者
特記のない人物は、出演当時も含むフジテレビアナウンサー。
メインキャスター
- 有田哲平（くりぃむしちゅー）
番組上は「アリタ哲平」名義（EPG・電子番組表も同様に表記されるが本名も併せて表記。文字多重放送では本名名義）。

キャスター
- 佐久間みなみ
2024年1月5日の放送より。

全力解説員（レギュラー）
- 吉川美代子（元TBSアナウンサー・『JNNニュースコープ』キャスター・京都産業大学客員教授）
- 出口保行（犯罪心理学者・東京未来大学こども心理学部長）
- 五箇公一（昆虫学者・国立環境研究所主席研究員）
- 齋藤孝（教育学者・明治大学文学部教授）

※「放送リスト」の項も参照
ナレーター
- 斉藤舞子
- 奥寺健
両者とも2020年4月3日の放送から担当。

コンプライアンス委員会（不定期）
- ヒコロヒー - 2022年7月22日の放送分では芸人ゲストとしても出演。

脱力ホストクラブ（不定期）
- 栗谷（カカロニ）
- すがちゃん最高No.1（ぱーてぃーちゃん）
- Den（リンダカラー∞）

企画進行・総集編（不定期）
- 堤礼実
企画進行と同時に『脱力タイムズ』を担当したいがあまり、小澤や佐久間を中心に出演者を妬んでいる設定で、収録現場で出演者へ嫌がらせや犯罪行為を行うヒール役を演じる。総集編では自身が小澤失踪の黒幕であることを仄めかす、アリタや脱力ホストなど出演者へパワハラ的なダメ出しを行うゴーストプロデューサーを演じた（あくまで設定であることから、「激白!本番終了後の本音」では有田に恐縮していた。）。
小澤不在時には代役を務めたこともある。

VTR出演（不定期）
- 小杉竜一（ブラックマヨネーズ） - 「日本の論点」のテーマに対し「○○の専門家」としてインタビューVTRに出演。自身の薄毛の話と勘違いししだいに話しがかみ合わなくなり最後には激怒しインタビュアーにボックスティッシュなどを投げつける。
- くっきー!（野性爆弾）

スタジオ出演（不定期）
- 原口あきまさ -主に明石家さんまに扮して『踊る!さんま御殿!!』のパロディに芸人枠ゲストを巻き込む役目を担う。
- コウメ太夫（ピン芸人）
- ハリウッドザコシショウ（同上）
- 永野 （同上）- 2024年6月21日放送分では芸人ゲストとしても出演。
- ザブングル加藤（同上）
- スルメ（同上）
- やぶる・まもる（THE コンプライアンス）

### 過去の出演者
アシスタント
- マツコ・デラックス（コラムニスト）
公式サイトなどで「アシスタント」と書かれているが、有田らと同じスタジオではなく1人だけ楽屋や違う部屋にいて、画面外にいるスタッフの質問に答えたり意見を述べるという、アシスタントとはまったく違うポジションにいる。従って有田らスタジオ出演者との共演や絡みは一切なく、事実上のVTR出演である。「解説をするアシスタント」としての意味合いが大きい。
2015年7月3日放送の1時間スペシャルでは、副音声で冒頭から登場した。
2015年9月19日（土）の放送をもって番組を降板した。

キャスター
- 春日由実
番組開始から出演。2016年3月25日の放送をもって番組を降板した（マジックのイリュージョンで行方不明という体裁で終了したので挨拶は無かった）。
- 小澤陽子
2016年4月15日の放送から出演。2018年3月23日・3月30日の回は堤礼実が担当。また、2020年10月2日の回では番組の途中で堤と交代している。
2022年11月11日の回で同年10月に結婚したことを報告した。
2023年12月29日の放送をもって産休に入る（春日同様、マジックのイリュージョンで行方不明になったという設定で終了したので挨拶はなかった）。

ナレーター
- 屋良有作（声優）
- 武田祐子
2020年3月20日の放送をもって番組を降板した。

全力解説員（レギュラー）
- 岸博幸（元経済産業省官僚・慶應義塾大学大学院メディアデザイン研究科教授、元内閣官房参与）
第27回参議院議員通常選挙出馬のため降板。最終出演は2025年5月16日放送分。

ナビケーター（VTRパート）
- 滝沢カレン（モデル、不定期）
「THE 美食遺産」、「THE 絶景遺産」やその他のVTRを担当。原稿を噛んだり、読み間違い、その他雑音をそのまま流したり、店主の説明の場面でアドリブを被せてきたり、塩を「いい意味で白い粉」、ココナッツミルクを「石こう絡みの液体」など独特の言い回しを多用するのが特徴。このおかしなナレーションに芸人ゲストがいちいちツッコミを入れるのが定番だが、芸人ゲスト以外の出演者はそこに触れず平然と番組を進行させる。
- 伊藤一朗（Every Little Thing・不定期）
「THE 美食遺産」やその他のVTRを担当。
- 白川次郎（元ラジオたんぱ→ラジオNIKKEI、フリーアナウンサー・不定期）
「THE 美食遺産」を担当。
- タイガー尾藤（実演販売士・不定期）
「THE 美食遺産」を担当。
- ACE（ラッパー・ヒップホップMC・不定期）
「THE 美食遺産」を担当。
- あの（歌手・インフルエンサー、不定期）
2022年3月11日より「THE 美食遺産」「日本技術遺産」を担当。舌っ足らずでたどたどしく、ゆっくりとした喋りが特徴。滝沢と同様、芸人ゲストはツッコミを入れるが、芸人ゲスト以外の出演者はそこに触れず平然と番組を進行させる。

### コメンテーター
毎回、芸人ゲスト（お笑い芸人）とタレントゲスト（芸人以外の芸能人）がゲストコメンテーターとして出演。タレントゲストはほとんどの場合眼鏡（伊達眼鏡）をかけて知的な雰囲気を演出している。また、芸人ゲストのファンでありながらも、実際では芸人ゲストの名前や存在自体がまったく知らない場合がある。

## 放送リスト

### 2015年
| 回      | 放送日                      | 全力解説員                                                       | ゲスト                            | ゲスト                                                |
| 回      | 放送日                      | 全力解説員                                                       | 芸人                              | タレント                                              |
| ------- | --------------------------- | ---------------------------------------------------------------- | --------------------------------- | ----------------------------------------------------- |
| 1       | 4月17日                     | 吉川美代子 岸博幸 井上和彦                                       | 博多大吉 （博多華丸・大吉）       | 足立梨花                                              |
| 2       | 4月24日                     | 吉川美代子 岸博幸 出口保行                                       | 高橋茂雄 （サバンナ）             | ダレノガレ明美                                        |
| 3       | 5月1日                      | 吉川美代子 岸博幸 平木敬                                         | 柴田英嗣 （アンタッチャブル）     | 河北麻友子                                            |
| 4       | 5月8日                      | 吉川美代子 岸博幸 出口保行                                       | 堤下敦 （インパルス）             | おのののか                                            |
| 5       | 5月15日                     | 吉川美代子 岸博幸 吉木誉絵                                       | 陣内智則                          | マギー                                                |
| 6       | 5月22日                     | 吉川美代子 出口保行 五箇公一                                     | 土屋伸之 （ナイツ）               | 前田敦子                                              |
| 7       | 5月29日                     | 吉川美代子 岸博幸 ベンジャミン・フルフォード                     | 綾部祐二 （ピース）               | ホラン千秋                                            |
| 8       | 6月5日                      | 吉川美代子 出口保行 五箇公一                                     | 河本準一 （次長課長）             | 柏木由紀 （AKB48）                                    |
| 9       | 6月12日                     | 長沼毅 岸博幸 出口保行                                           | 井上裕介 （NON STYLE）            | 広瀬アリス                                            |
| 10      | 6月19日                     | 吉川美代子 出口保行 五箇公一                                     | ノブ （千鳥）                     | 平愛梨                                                |
| 11 (SP) | 7月3日 (23:00 - 23:58)      | 吉川美代子 出口保行 井上和彦 五箇公一 ベンジャミン・フルフォード | タカアンドトシ                    | 天海祐希                                              |
| 12      | 7月17日                     | 吉川美代子 岸博幸 江藤史朗                                       | ビビる大木                        | 真野恵里菜                                            |
| 13      | 7月31日                     | 吉川美代子 出口保行 五箇公一                                     | 劇団ひとり                        | 中村アン                                              |
| 14      | 8月14日                     | 吉川美代子 岸博幸 出口保行                                       | 吉村崇 （平成ノブシコブシ）       | 高橋メアリージュン                                    |
| 15      | 8月21日                     | 出口保行 五箇公一 三上丈晴                                       | 田中卓志 （アンガールズ）         | 山本美月                                              |
| 16      | 8月28日                     | 吉川美代子 岸博幸 角由紀子                                       | 小峠英二 （バイきんぐ）           | 鈴木ちなみ                                            |
| 17      | 9月4日                      | 吉川美代子 出口保行 木下直樹                                     | 福田充徳 （チュートリアル）       | 柳原可奈子                                            |
| 18      | 9月11日                     | 吉川美代子 出口保行 五箇公一                                     | 向井慧 （パンサー）               | 逢沢りな                                              |
| 19      | 9月19日（土） (0:10 - 0:40) | 岸博幸 井上和彦 木村もりよ                                       | 小宮浩信 （三四郎）               | 松井愛莉                                              |
| 20      | 10月16日                    | 吉川美代子 出口保行 五箇公一                                     | 山里亮太 （南海キャンディーズ）   | 木村文乃                                              |
| 21      | 10月23日                    | 岸博幸 江藤史朗 ユミリー                                         | 小籔千豊                          | 秋元才加                                              |
| 22      | 10月30日                    | 吉川美代子 出口保行 八木沼純子                                   | 伊達みきお （サンドウィッチマン） | 横山ルリカ 酒井瞳 朝日奈央 大川藍 （アイドリング!!!） |
| 23      | 11月6日                     | 出口保行 五箇公一 新垣隆                                         | バカリズム                        | 浅田美代子 石橋杏奈                                   |
| 24      | 11月13日 (23:15 - 23:45)    | 吉川美代子 岸博幸 出口保行                                       | 中川礼二 （中川家）               | 島崎遥香 （AKB48）                                    |
| 25      | 11月20日                    | 出口保行 五箇公一 高田彩朱                                       | 大久保佳代子 （オアシズ）         | 竹内涼真                                              |
| 26      | 11月27日                    | 吉川美代子 岸博幸 近藤惣一郎                                     | 秋山竜次 （ロバート）             | 中村蒼 浜辺美波                                       |
| 27      | 12月11日                    | 出口保行 五箇公一 BeBe                                           | 井上裕介 （NON STYLE）            | ローラ                                                |
| 28      | 12月18日                    | 吉川美代子 出口保行 羽田圭介                                     | 川島明 （麒麟）                   | 伊藤沙莉 佐久間由衣                                   |
| 29      | 12月25日 (23:30 - 24:00)    | 岸博幸 五箇公一 江藤史朗                                         | 渡辺直美                          | 八乙女光 伊野尾慧 （Hey! Say! JUMP）                  |

### 2016年
| 回      | 放送日                    | サブタイトル                                 | 全力解説員                                 | ゲスト                            | ゲスト                                            |
| 回      | 放送日                    | サブタイトル                                 | 全力解説員                                 | 芸人                              | タレント                                          |
| ------- | ------------------------- | -------------------------------------------- | ------------------------------------------ | --------------------------------- | ------------------------------------------------- |
| 30      | 1月8日 (23:50 - 翌0:18)   | （無し）                                     | 吉川美代子 出口保行 五箇公一               | 鈴木拓 （ドランクドラゴン）       | 朝比奈彩                                          |
| 31      | 1月22日                   | （無し）                                     | 岸博幸 長沼毅 ユミリー                     | 飯尾和樹 （ずん）                 | 南沢奈央                                          |
| 32      | 1月29日                   | （無し）                                     | 吉川美代子 出口保行 石川英治               | 児嶋一哉 （アンジャッシュ）       | 風間俊介                                          |
| 33      | 2月5日                    | （無し）                                     | 五箇公一 江藤史朗 若林史江                 | 田村亮 （ロンドンブーツ1号2号）   | 蓮佛美沙子                                        |
| 34      | 2月12日                   | （無し）                                     | 吉川美代子 出口保行 アイスマン福留         | 井戸田潤 （スピードワゴン）       | 野村周平                                          |
| 35      | 2月19日                   | （無し）                                     | 岸博幸 五箇公一 江藤史朗                   | 濱口優 （よゐこ）                 | 吉木りさ                                          |
| 36      | 2月26日                   | （無し）                                     | 出口保行 五箇公一 あまいけいき             | 岡田圭右 （ますだおかだ）         | 佐野ひなこ                                        |
| 37      | 3月4日 (23:30 - 23:58)    | （無し）                                     | 吉川美代子 岸博幸 本谷亜紀                 | ゆいP （おかずクラブ）            | 戸塚祥太 河合郁人 塚田僚一 （A.B.C-Z）            |
| 38      | 3月11日                   | （無し）                                     | 出口保行 五箇公一 木村好珠                 | 斎藤司 （トレンディエンジェル）   | 山本舞香                                          |
| 39 (SP) | 3月25日 (23:00 - 23:58)   | （無し）                                     | 岸博幸 出口保行 五箇公一 角由紀子 木村好珠 | 小峠英二 （バイきんぐ）           | 佐藤隆太                                          |
| 40      | 4月15日                   | （無し）                                     | 吉川美代子 五箇公一 齋藤孝                 | 堤下敦 （インパルス）             | 相武紗季                                          |
| 41      | 4月22日                   | （無し）                                     | 岸博幸 出口保行 木原実                     | 渡部建 （アンジャッシュ）         | 宮城舞                                            |
| 42      | 4月29日                   | （無し）                                     | 岸博幸 出口保行 木村好珠                   | 塚地武雅 （ドランクドラゴン）     | 佐藤栞里                                          |
| 43      | 5月13日                   | （無し）                                     | 吉川美代子 五箇公一 コトブキツカサ         | 出川哲朗                          | 小芝風花                                          |
| 44      | 5月20日 (23:10 - 23:40)   | （無し）                                     | 吉川美代子 岸博幸 出口保行                 | 中岡創一 （ロッチ）               | 林田岬優                                          |
| 45      | 5月27日                   | （無し）                                     | 五箇公一 コヤマタカヒロ REINA              | 高橋茂雄 （サバンナ）             | マリウス葉 松島聡 菊池風磨 （Sexy Zone）          |
| 46      | 6月3日                    | （無し）                                     | 岸博幸 長沼毅 ラリー遠田                   | 小沢一敬 （スピードワゴン）       | 川島海荷                                          |
| 47      | 6月10日                   | WHY!?ボケ殺しの巻                            | 出口保行 五箇公一 齋藤孝                   | 厚切りジェイソン                  | 間宮祥太朗                                        |
| 48      | 6月17日                   | ミランダカーの巻                             | 岸博幸 出口保行 REINA                      | 春日俊彰 （オードリー）           | 宮藤官九郎                                        |
| 49      | 7月1日                    | ギョギョッ!なアイドル誕生?の巻               | 吉川美代子 五箇公一 コトブキツカサ         | 光浦靖子 （オアシズ）             | 中山優馬                                          |
| 50      | 7月8日                    | 好っき!の巻                                  | 吉川美代子 五箇公一 川村優希               | 永野                              | 西野七瀬 （乃木坂46） 桐山照史 （ジャニーズWEST） |
| 51      | 7月15日 (23:05 - 23:35)   | コケコッコーで大暴走の巻                     | 岸博幸 出口保行 野口健                     | 堀内健 （ネプチューン）           | 中島裕翔 （Hey! Say! JUMP）                       |
| 52      | 7月29日                   | 共演NGの巻                                   | 出口保行 木村勉 三輪記子                   | 狩野英孝                          | 飯豊まりえ                                        |
| 53      | 8月5日 (23:30 - 23:58)    | KPNの巻                                      | 吉川美代子 岸博幸 有坂翔太                 | 大悟 （千鳥）                     | 大石絵理                                          |
| 54      | 8月12日                   | パイセンに悩み相談の巻                       | 出口保行 ロバート・キャンベル 木村勉       | 伊達みきお （サンドウィッチマン） | 神木隆之介                                        |
| 55      | 9月9日                    | 地獄の扉の巻                                 | 吉川美代子 岸博幸 五箇公一                 | 黒瀬純 （パンクブーブー）         | 中川大志                                          |
| 56 (SP) | 9月16日 (23:00 - 23:58)   | 熱湯に入るのは誰!?の巻                       | 吉川美代子 岸博幸 出口保行 五箇公一 BeBe   | 出川哲朗                          | 広瀬すず                                          |
| 57      | 9月30日                   | ピストル持ってるの巻                         | 吉川美代子 岸博幸 五箇公一                 | カズレーザー （メイプル超合金）   | ラブリ                                            |
| 58      | 10月7日                   | 不審者発見で乱入の巻                         | 出口保行 齋藤孝 ユミリー                   | 小籔千豊                          | 山田孝之                                          |
| 59      | 10月14日                  | スプラッシュの巻                             | 吉川美代子 岸博幸 五箇公一                 | 秋山竜次 （ロバート）             | 橋本愛                                            |
| 60      | 10月21日                  | アテンドの巻                                 | 出口保行 コトブキツカサ 今浪祐介           | ふかわりょう                      | 中島健人 （Sexy Zone） 吉岡里帆                   |
| 61      | 11月4日                   | 聞こえてきましたの巻                         | 岸博幸 五箇公一 ロバート・キャンベル       | 小宮浩信 （三四郎）               | オダギリジョー                                    |
| 62      | 11月11日 (23:30 - 24:00)  | 夢でまた会えたらの巻                         | 吉川美代子 出口保行 齋藤孝                 | 綾部祐二 （ピース）               | 菅田将暉                                          |
| 63      | 11月18日                  | この後ご飯の約束の巻                         | 岸博幸 五箇公一 ロバート・キャンベル       | 陣内智則                          | 大島優子                                          |
| 64      | 11月25日                  | 愛してる368番の巻                            | 吉川美代子 出口保行 ユミリー               | 横澤夏子                          | 平岡祐太                                          |
| 65      | 12月2日                   | 人生というものは愛の巻                       | 岸博幸 出口保行 コトブキツカサ             | 博多華丸 （博多華丸・大吉）       | 本郷奏多                                          |
| 66      | 12月23日 (23:58 - 翌0:28) | ゲストがいない!?アリタキャスターたじたじの巻 | 岸博幸 出口保行 五箇公一                   | 総集編                            | 総集編                                            |

### 2017年
| 回       | 放送日                       | サブタイトル                            | 全力解説員                                                                            | ゲスト                              | ゲスト                                  |
| 回       | 放送日                       | サブタイトル                            | 全力解説員                                                                            | 芸人                                | タレント                                |
| -------- | ---------------------------- | --------------------------------------- | ------------------------------------------------------------------------------------- | ----------------------------------- | --------------------------------------- |
| 67       | 1月20日                      | これからの時代のテレビの巻              | 吉川美代子 五箇公一 ロバート・キャンベル                                              | 土屋伸之 （ナイツ）                 | miwa                                    |
| 68 (SP)  | 1月27日 (23:00 - 23:58)      | トリックがすぎるよの巻                  | 岸博幸 出口保行 齋藤孝                                                                | 田村淳 （ロンドンブーツ1号2号）     | 蒼井優                                  |
| 69       | 2月3日                       | 反省するのはチューの巻                  | 吉川美代子 出口保行 齋藤孝                                                            | 中岡創一 （ロッチ）                 | 葵わかな                                |
| 70       | 2月10日                      | ログハウスをねだるの巻                  | 岸博幸 五箇公一 ロバート・キャンベル                                                  | 田中卓志 （アンガールズ）           | 臼田あさ美                              |
| 71       | 2月17日 (23:20 - 23:50)      | タクシー代を払うダニ野郎の巻            | 吉川美代子 岸博幸 五箇公一                                                            | 品川祐 （品川庄司）                 | 川口春奈                                |
| 72       | 2月24日                      | すげえなの巻                            | 齋藤孝 吉田たかよし 出口保行                                                          | いとうあさこ                        | 葉山奨之 平祐奈                         |
| 73       | 3月3日                       | パーティの始まりの巻                    | 吉川美代子 五箇公一 齋藤孝                                                            | 吉村崇 （平成ノブシコブシ）         | 佐藤勝利 （Sexy Zone） 橋本環奈         |
| 74       | 3月10日                      | 頭に華が咲くの巻                        | 岸博幸 出口保行 清水ミチコ                                                            | 鈴木拓 （ドランクドラゴン）         | 沢村一樹 永野芽郁                       |
| 75       | 3月17日                      | 心配ないさ〜の巻                        | 吉川美代子 岸博幸 五箇公一                                                            | 武井壮                              | 戸田菜穂 渡辺大                         |
| 76 (SP)  | 3月31日 (23:00 - 23:58)      | いつもわかんないの巻                    | 出口保行 齋藤孝 ロバート・キャンベル                                                  | 堀内健 （ネプチューン）             | 武井咲                                  |
| 77       | 4月14日                      | PKOで干されるの巻                       | 吉川美代子 岸博幸 出口保行                                                            | 尾形貴弘 （パンサー）               | 松本利夫 （EXILE）                      |
| 78       | 4月21日                      | とんだすっぽん野郎の巻                  | 齋藤孝 コトブキツカサ 五箇公一                                                        | 川島明 （麒麟）                     | 観月ありさ                              |
| 79       | 4月28日                      | 私達は復活を待っているの巻              | 吉川美代子 岸博幸 五箇公一                                                            | 柴田英嗣 （アンタッチャブル）       | 田中道子                                |
| 80       | 5月5日                       | ある意味本当に終わったの巻              | 出口保行 齋藤孝 落合陽一                                                              | 河本準一 （次長課長）               | 志尊淳                                  |
| 81       | 5月12日                      | 殿の犬の巻                              | 出口保行 五箇公一 ロバート キャンベル                                                 | 村本大輔 （ウーマンラッシュアワー） | 谷花音                                  |
| 82       | 5月19日                      | 流行っている朝食の巻                    | 吉川美代子 岸博幸 出口保行                                                            | 飯尾和樹 （ずん）                   | 賀来賢人                                |
| 83       | 5月26日                      | 引き出し増やしとくの巻                  | 吉川美代子 岸博幸 五箇公一                                                            | 高橋茂雄 （サバンナ）               | 渡部篤郎                                |
| 84       | 6月2日                       | ドキっ!本物のサイトウさんは誰?の巻      | 出口保行 齋藤孝 コトブキツカサ                                                        | 斎藤司 （トレンディエンジェル）     | 斎藤工                                  |
| 85       | 6月9日                       | 感動しすぎて怖いの巻                    | 吉川美代子 五箇公一 かじがや卓哉                                                      | 藤森慎吾 （オリエンタルラジオ）     | 北乃きい                                |
| 86 (SP)  | 6月23日 (23:00 - 23:58)      | 100%真似してはいけないの巻              | 岸博幸 出口保行 五箇公一 駒井千佳子 グラビアアイドルのIさん テレビウォッチャーのTさん | タカアンドトシ                      | 瀧本美織                                |
| 87       | 7月7日                       | クセが物凄い未来の番組の巻              | 吉川美代子 岸博幸 五箇公一                                                            | ノブ （千鳥）                       | 栗山千明                                |
| 88       | 7月14日 (23:30 - 24:00)      | みつしま〜きの!の巻                     | 出口保行 齋藤孝 ロバート キャンベル                                                   | 古坂大魔王                          | 満島ひかり                              |
| 89       | 7月28日                      | 心が乱されているんだ。の巻              | 吉川美代子 岸博幸 落合陽一                                                            | 小峠英二 （バイきんぐ）             | 中島健人 （Sexy Zone）                  |
| 90       | 8月4日                       | これが本当の霊現象の巻                  | 出口保行 五箇公一 島田秀平                                                            | 井上裕介 （NON STYLE）              | 新田真剣佑                              |
| 91       | 8月11日                      | 上半期の重大なミスを心より謝罪します!SP | 岸博幸 出口保行 齋藤孝                                                                | 総集編                              | 総集編                                  |
| 92       | 8月18日                      | いい人みつかるよの巻                    | 多川政弘 吉川美代子 石川未樹                                                          | 劇団ひとり                          | 桜井日奈子                              |
| 93       | 8月25日                      | 先輩の事を思うとの巻                    | 岸博幸 出口保行 五箇公一                                                              | 中川礼二 （中川家）                 | 真木よう子                              |
| 94       | 9月1日                       | それは間が悪すぎる!の巻                 | 駒井千佳子 岸博幸 吉川美代子                                                          | 小籔千豊                            | 内田理央                                |
| 95 (SP)  | 9月8日 (23:00 - 23:58)       | 100回記念!角度が急すぎるの巻            | 出口保行 五箇公一 齋藤孝                                                              | 博多大吉 （博多華丸・大吉）         | 広瀬すず                                |
| 96       | 9月29日                      | ちょっと何言ってるかわからないの巻      | 吉川美代子 岸博幸 竹俣紅                                                              | 伊達みきお （サンドウィッチマン）   | 志田未来                                |
| 97       | 10月6日                      | 帰りたくない帰りたいの巻                | 齋藤孝 出口保行 五箇公一                                                              | 田村亮 （ロンドンブーツ1号2号）     | 玉木宏                                  |
| 98       | 10月13日 (23:30 - 翌0:10)    | ◯だと思ったら△でしたの巻                | 吉川美代子 齋藤孝 あべかすみ                                                          | 黒瀬純 （パンクブーブー）           | 片瀬那奈                                |
| 99       | 10月20日 (23:35 - 翌0:15)    | あの頃が懐かしいの巻                    | 岸博幸 出口保行 五箇公一                                                              | 斉藤慎二 （ジャングルポケット）     | 鈴木福                                  |
| 100      | 10月27日                     | ネタが暴れてるの巻                      | 岸博幸 出口保行 五箇公一                                                              | ビビる大木                          | 天海祐希                                |
| 101      | 11月3日                      | どういう想定問題の巻                    | 厚切りジェイソン 吉川美代子 齋藤孝                                                    | 高橋茂雄 （サバンナ）               | 広瀬アリス                              |
| 102      | 11月10日                     | 思春期ですからの巻                      | 岸博幸 齋藤孝 五箇公一                                                                | 大久保佳代子 （オアシズ）           | 蒼井優                                  |
| 103      | 11月17日                     | 地方営業行こうの巻                      | ラリー遠野 吉川美代子 出口保行                                                        | サンシャイン池崎                    | 井浦新                                  |
| 104      | 11月24日                     | コンプラ的に完璧ですの巻                | 岸博幸 齋藤孝 五箇公一                                                                | SHELLY                              | オダギリジョー                          |
| 105      | 12月1日                      | このあと2本収録の巻                     | 松本佳子 出口保行 吉川美代子                                                          | 吉村崇 （平成ノブシコブシ）         | 小関裕太                                |
| 106      | 12月9日（土） (0:00 - 0:40)  | サンデーしかねぇよの巻                  | 岸博幸 齋藤孝 五箇公一                                                                | 濱口優 （よゐこ）                   | 工藤阿須加                              |
| 107      | 12月16日（土） (0:00 - 0:40) | 後で楽屋来て下さいの巻                  | 出口保行 吉川美代子 コトブキツカサ                                                    | ふかわりょう                        | 松岡茉優                                |
| 108 (SP) | 12月30日（土） (0:00 - 1:00) | 心よりお詫びいたしますの巻              | 岸博幸 齋藤孝 出口保行                                                                | 堀内健 （ネプチューン）             | 鈴木伸之 （劇団EXILE） 山本彩 （NMB48） |

### 2018年
| 回       | 放送日                   | サブタイトル                 | 全力解説員                                   | ゲスト                          | ゲスト                                   |
| 回       | 放送日                   | サブタイトル                 | 全力解説員                                   | 芸人                            | タレント                                 |
| -------- | ------------------------ | ---------------------------- | -------------------------------------------- | ------------------------------- | ---------------------------------------- |
| 109      | 1月12日                  | 前半が刺さらなかったの巻     | 藤原成一 吉川美代子 五箇公一                 | みやぞん （ANZEN漫才）          | 相楽樹                                   |
| 110      | 1月26日                  | このアドリブの弱さの巻       | 岸博幸 吉川美代子 五箇公一                   | 川島明 （麒麟）                 | 知英                                     |
| 111      | 2月2日                   | 本名は豊田一幸?の巻          | 齋藤孝 ロバート・キャンベル 出口保行         | 小宮浩信 （三四郎）             | 松坂桃李                                 |
| 112      | 2月9日                   | 好きになるわぁの巻           | 岸博幸 齋藤孝 五箇公一                       | 久保田かずのぶ （とろサーモン） | 石橋杏奈                                 |
| 113      | 2月16日                  | ケンカ両成敗の巻             | 三輪記子 吉川美代子 出口保行                 | 斎藤司 （トレンディエンジェル） | 二階堂ふみ                               |
| 114      | 2月23日                  | 全部本物の巻                 | 岸博幸 吉川美代子 出口保行                   | 小峠英二 （バイきんぐ）         | 上地雄輔 深川麻衣                        |
| 115      | 3月2日                   | 本格的なダメ出しの巻         | 齋藤孝 コトブキツカサ 五箇公一               | 柴田英嗣 （アンタッチャブル）   | 小瀧望 （ジャニーズWEST）                |
| 116      | 3月9日                   | いま何問目?の巻              | 出口保行 齋藤孝 五箇公一                     | カズレーザー （メイプル超合金） | 岩田剛典 （EXILE/三代目J Soul Brothers） |
| 117      | 3月16日 (23:05 - 23:45)  | 無類のKJ好きの巻             | 岸博幸 吉川美代子 出口保行                   | 大悟 （千鳥）                   | 福士蒼汰                                 |
| 118      | 3月23日                  | 笑いすぎて最終的に恐怖の巻   | 鈴木良子 齋藤孝 五箇公一                     | 藤森慎吾 （オリエンタルラジオ） | 成田凌                                   |
| 119 (SP) | 3月30日 (23:00 - 翌0:10) | 平成の代表作の巻             | 岸博幸 吉川美代子 出口保行                   | 小籔千豊                        | 優香                                     |
| 120      | 4月27日                  | 収録で8千万消失の巻          | 出口保行 齋藤孝 五箇公一                     | 田中卓志 （アンガールズ）       | 三吉彩花                                 |
| 121      | 5月4日                   | 番組の尺を超えるの巻         | 岸博幸 吉川美代子 コトブキツカサ             | 高橋茂雄 （サバンナ）           | 櫻井翔 （嵐）                            |
| 122 (SP) | 5月11日 (23:00 - 翌0:10) | 両方聞いてサイテーの巻       | 岸博幸 齋藤孝 出口保行                       | 田村淳 （ロンドンブーツ1号2号） | 広瀬すず                                 |
| 123      | 5月18日                  | めちゃめちゃウマいの巻       | 出口保行 吉川美代子 五箇公一                 | 水田信二 （和牛）               | 安藤サクラ                               |
| 124      | 5月25日                  | これはやめましょうの巻       | 齋藤孝 吉川美代子 五箇公一                   | 吉村崇 （平成ノブシコブシ）     | 榮倉奈々                                 |
| 125      | 6月1日                   | 心に突き刺さるの巻           | 岸博幸 あべかすみ 古内義明                   | 狩野英孝                        | 福本莉子                                 |
| 126      | 6月8日                   | 全部出し切ったの巻           | 岸博幸 吉川美代子 北條聡                     | 河本準一 （次長課長）           | 森崎ウィン                               |
| 127      | 6月22日                  | パワーストーン触らないでの巻 | 齋藤孝 出口保行 五箇公一                     | 井上裕介 （NON STYLE）          | 大原櫻子                                 |
| 128      | 6月29日                  | 好きと嫌いは紙一重?の巻      | 森井じゅん 吉川美代子 五箇公一               | 品川祐 （品川庄司）             | 高杉真宙                                 |
| 129 (SP) | 7月6日 (23:00 - 翌0:10)  | 怖い事務所の巻               | 岸博幸 齋藤孝 出口保行                       | 出川哲朗                        | オダギリジョー 池田エライザ              |
| 130      | 7月20日                  | 辛辣なリリックの巻           | 齋藤孝 出口保行 コトブキツカサ               | 古坂大魔王                      | 水上京香                                 |
| 131      | 7月27日                  | カバーしてみたいの巻         | 岸博幸 吉川美代子 五箇公一                   | 土屋伸之 （ナイツ）             | 徳永英明                                 |
| 132      | 8月3日                   | 来世は鳥でありたいの巻       | 岸博幸 齋藤孝 出口保行                       | 久保田かずのぶ （とろサーモン） | 山下智久                                 |
| 133      | 8月10日                  | 千本ノックの巻               | 木暮桂子 吉川美代子 出口保行 五箇公一        | 飯尾和樹 （ずん）               | 広瀬アリス                               |
| 134      | 8月17日                  | 恋はカミナリの巻             | 齋藤孝 吉川美代子 出口保行                   | 山里亮太 （南海キャンディーズ） | 蒼井優                                   |
| 135      | 8月24日                  | 何かありました?の巻          | 岸博幸 齋藤孝 五箇公一                       | さがね正裕 （X-GUN） ベッキー   | ジェジュン                               |
| 136      | 9月7日                   | おまかせ!の巻                | 吉川美代子 齋藤孝 あべかすみ                 | 濱口優 （よゐこ）               | 土屋太鳳                                 |
| 137      | 9月14日                  | アンタ依存症だよ!の巻        | 川村優希 出口保行 五箇公一 岸博幸            | 昴生 （ミキ）                   | AKIRA                                    |
| 138      | 9月21日 (23:35 - 翌0:15) | それ矢口じゃない?の巻        | 矢口真里 岸博幸 吉川美代子                   | 柳原可奈子                      | 伊藤健太郎                               |
| 139      | 9月28日                  | 古典的なやりとりの巻         | 齋藤孝 出口保行 五箇公一                     | 斎藤司 （トレンディエンジェル） | 杉咲花                                   |
| 140 (SP) | 10月5日 (23:00 - 翌0:10) | おぉ、またやろうぜ!の巻      | 出口保行 齋藤孝 五箇公一                     | 堀内健 （ネプチューン）         | 佐藤健                                   |
| 141      | 10月12日                 | もうウソじゃんの巻           | 廣岡政幸 岸博幸 吉川美代子                   | いとうあさこ                    | 大野拓朗                                 |
| 142      | 10月19日                 | 元気でましたの巻             | 友野なお 岸博幸 出口保行 五箇公一            | 小宮浩信 （三四郎）             | 吉岡里帆                                 |
| 143      | 10月26日                 | 小さじ2杯でも食うの巻        | 齋藤孝 吉川美代子 出口保行                   | 山崎弘也 （アンタッチャブル）   | 福士蒼汰                                 |
| 144      | 11月2日                  | お疲れ様でしたの巻           | 齋藤孝 吉川美代子 出口保行                   | 中川礼二 （中川家）             | 中村倫也                                 |
| 145      | 11月9日                  | テレビ史上一番酷い番宣の巻   | 岸博幸 出口保行 五箇公一                     | 小峠英二 （バイきんぐ）         | 北川景子                                 |
| 146      | 11月16日                 | パパ頑張って!の巻            | 岸博幸 吉川美代子 齋藤孝                     | 津田篤宏 （ダイアン）           | 石川恋                                   |
| 147      | 11月23日                 | 神に感謝だの巻               | マイケル・ロズウェル 出口保行 五箇公一       | 斉藤慎二 （ジャングルポケット） | 秋元才加                                 |
| 148      | 11月30日                 | 今のは全部カットの巻         | 出口保行 吉川美代子 岸博幸                   | 藤森慎吾 （オリエンタルラジオ） | 矢作穂香                                 |
| 149      | 12月7日                  | ずっと地獄だよの巻           | 齋藤孝 出口保行 五箇公一                     | 井戸田潤 （スピードワゴン）     | 山崎育三郎                               |
| 150      | 12月14日                 | 今本当に迷路に入ったの巻     | 府田栄光（ロバート秋山） 吉川美代子 五箇公一 | 山本博 （ロバート）             | 高梨臨                                   |
| 151 (SP) | 12月28日 (21:55 - 23:32) | 今まではボクシングの巻       | 齋藤孝 吉川美代子 出口保行                   | 小籔千豊                        | 田中圭                                   |

### 2019年
| 回       | 放送日                       | サブタイトル                            | 全力解説員                     | ゲスト                                | ゲスト                             |
| 回       | 放送日                       | サブタイトル                            | 全力解説員                     | 芸人                                  | タレント                           |
| -------- | ---------------------------- | --------------------------------------- | ------------------------------ | ------------------------------------- | ---------------------------------- |
| 152      | 1月11日                      | ウチの名場面を出す流れじゃ…の巻         | 岸博幸 齋藤孝 出口保行         | 総集編                                | 総集編                             |
| 153      | 1月18日                      | 自分の目力の巻                          | 木村拓哉 吉川美代子 五箇公一   | 川西賢志郎 （和牛）                   | 石川恋                             |
| 154      | 1月25日                      | 畳みかけが持ち味の巻                    | ビル・フレミング 岸博幸 齋藤孝 | 柴田英嗣 （アンタッチャブル）         | 横浜流星                           |
| 155      | 2月1日                       | 覚えておきましょうの巻                  | 野村萬斎 吉川美代子 出口保行   | 平子祐希 （アルコ&ピース）            | 松本利夫 （EXILE）                 |
| 156      | 2月8日                       | 終わるまでに冷たくなってるの巻          | 藤原成一 齋藤孝 岸博幸         | カズレーザー （メイプル超合金）       | 山谷花純                           |
| 157      | 2月15日                      | 前半は天才、後半は知らん奴の巻          | 森井じゅん 岸博幸 齋藤孝       | 橋本直 （銀シャリ）                   | 松本穂香                           |
| 158      | 2月22日                      | 爆弾処理やんの巻                        | 吉川美代子 出口保行 五箇公一   | 粗品 （霜降り明星）                   | 山口紗弥加                         |
| 159      | 3月1日                       | 心から感動しましたの巻                  | 岸博幸 出口保行 五箇公一       | 狩野英孝                              | 竹内結子 水川あさみ                |
| 160      | 3月8日                       | タクシー呼べ!の巻                       | 齋藤孝 吉川美代子 出口保行     | カンニング竹山                        | 岡山天音                           |
| 161      | 3月15日                      | 全然違いまーすの巻                      | 吉川美代子 出口保行 五箇公一   | みやぞん （ANZEN漫才）                | 城田優                             |
| 162      | 4月12日                      | 名場面の巻                              | 岸博幸 齋藤孝 出口保行         | ふかわりょう                          | 斎藤工                             |
| 163      | 4月19日                      | お笑いの宝の巻                          | 猪羽恵一 岸博幸 出口保行       | 井上裕介 （NON STYLE）                | ジェジュン                         |
| 164      | 4月26日                      | 懲役ノブシコブシの巻                    | 吉川美代子 岸博幸 齋藤孝       | 吉村崇 （平成ノブシコブシ）           | 藤井流星 （ジャニーズWEST）        |
| 165      | 5月3日                       | 複雑奇怪なSF物語の巻                    | 吉川美代子 出口保行 五箇公一   | 高橋茂雄 （サバンナ）                 | 三浦翔平                           |
| 166      | 5月10日                      | もっと大事な事がいっぱいあるの巻        | 吉川美代子 五箇公一 齋藤孝     | 河本準一 （次長課長）                 | 小池徹平                           |
| 167      | 5月17日                      | 私の名前を呼ばないでの巻                | 吉川美代子 出口保行 五箇公一   | 土屋伸之 （ナイツ）                   | 長澤まさみ                         |
| 168      | 5月24日                      | 良さがなくなる!?の巻                    | 齋藤孝 岸博幸 出口保行         | 昴生 （ミキ）                         | 今田美桜                           |
| 169      | 5月31日                      | やりきった感がありますの巻              | 岸博幸 吉川美代子 出口保行     | 飯尾和樹 （ずん）                     | 浜辺美波                           |
| 170      | 6月7日                       | 頭良く見えたい!の巻                     | 齋藤孝 五箇公一 出口保行       | 宇治原史規 （ロザン）                 | 堤真一                             |
| 171      | 6月21日                      | 最近のテレビはこうなの?の巻             | 二宮真樹 吉川美代子 出口保行   | 濱口優 （よゐこ）                     | 松本穂香                           |
| 172      | 6月28日                      | コメディハラスメントの巻                | 岸博幸 五箇公一 齋藤孝         | 粗品 （霜降り明星）                   | 岡田結実                           |
| 173      | 7月5日                       | 今回も難しいな〜の巻                    | 岸博幸 出口保行 五箇公一       | 柴田英嗣 （アンタッチャブル）         | 向井理                             |
| 174      | 7月12日                      | お米好きですか?の巻                     | 吉川美代子 齋藤孝 出口保行     | 津田篤宏 （ダイアン）                 | 志田未来                           |
| 175      | 7月19日                      | お笑い免許の巻                          | 岸博幸 吉川美代子 齋藤孝       | 長田庄平 （チョコレートプラネット）   | 山本舞香                           |
| 176 (SP) | 7月26日 (23:00 - 翌0:10)     | いい番組だなぁの巻                      | 川村優希 岸博幸 五箇公一       | 友近 SHELLY                           | 藤原紀香                           |
| 177      | 8月9日                       | 事情がありましての巻                    | 松尾知枝 齋藤孝 五箇公一       | 山里亮太 （南海キャンディーズ）       | NESMITH （EXILE）                  |
| 178      | 8月16日                      | 夏休み特別企画 暑さを忘れる恐怖映像SP   | 岸博幸 齋藤孝 出口保行         | 総集編                                | 総集編                             |
| 179      | 8月23日                      | ただやろうよの巻                        | 岸博幸 吉川美代子 出口保行     | 川西賢志郎 （和牛）                   | 桜井日奈子                         |
| 180      | 8月30日 (23:10 - 23:50)      | ダントツ一番ドキドキするの巻            | 齋藤孝 出口保行 五箇公一       | 小籔千豊                              | 永野芽郁                           |
| 181      | 9月6日                       | あおり漫才の巻                          | 齋藤孝 吉川美代子 出口保行     | 濱家隆一 （かまいたち）               | 宮澤エマ                           |
| 182      | 9月13日                      | 記憶にございません?の巻                 | 岸博幸 出口保行 五箇公一       | 小峠英二 （バイきんぐ）               | 吉田羊                             |
| 183      | 9月20日                      | いただきマーキノ!の巻                   | 出口保行 吉川美代子 岸博幸     | 陣内智則                              | 小栗旬                             |
| 184      | 9月28日（土） (0:05 - 0:45)  | もうチョイちゃんとした台本を!の巻       | 岸博幸 齋藤孝 五箇公一         | ナダル （コロコロチキチキペッパーズ） | 足立梨花                           |
| 185      | 10月4日 (23:10 - 23:50)      | 相手によるの巻                          | 木村隆志 吉川美代子 出口保行   | 川島明 （麒麟）                       | 松坂桃李                           |
| 186      | 10月12日（土） (0:50 - 1:30) | もうコリゴリなんですの巻                | 吉川美代子 葛城奈海 篠田恵里香 | 古坂大魔王                            | 吉沢亮                             |
| 187      | 10月18日                     | カメラが回ってましたからの巻            | 岸博幸 出口保行 五箇公一       | 小宮浩信 （三四郎）                   | 平祐奈                             |
| 188      | 10月25日                     | そこ止めるんじゃない!の巻               | 岸博幸 出口保行 五箇公一       | 斎藤司 （トレンディエンジェル）       | 今市隆二 （三代目J Soul Brothers） |
| 189      | 11月8日                      | 眠たくなってきちゃったの巻              | 木村隆志 吉川美代子 出口保行   | 平子祐希 （アルコ&ピース）            | 木南晴夏                           |
| 190      | 11月15日                     | 泣きそうな顔してましたの巻              | 岸博幸 出口保行 五箇公一       | 中川礼二 （中川家）                   | 間宮祥太朗                         |
| 191      | 11月22日                     | 後で別撮りしよう!の巻                   | 出口保行 吉川美代子 齋藤孝     | 斉藤慎二 （ジャングルポケット）       | 成田凌                             |
| 192      | 11月29日                     | うわぁぁぁーダメだっての巻 （別項参照） | 岸博幸 出口保行 五箇公一       | 柴田英嗣 （アンタッチャブル）         | 新木優子                           |
| 193      | 12月6日                      | 美談にすな!の巻                         | 齋藤孝 吉川美代子 出口保行     | 田村淳 （ロンドンブーツ1号2号）       | 片寄涼太 （GENERATIONS）           |
| 194      | 12月13日                     | 顔がびしょびしょになってる!?の巻        | 岸博幸 齋藤孝 出口保行         | みやぞん （ANZEN漫才）                | 橋本環奈                           |
| 195      | 12月20日 (23:10 - 23:50)     | 有田、マジのやつだよ!の巻               | 出口保行 吉川美代子 五箇公一   | 出川哲朗                              | 田中みな実                         |

### 2020年
| 回 | 放送日                     | サブタイトル                                         | 全力解説員                                                             | ゲスト                                                                 | ゲスト                                                                 |
| 回 | 放送日                     | サブタイトル                                         | 全力解説員                                                             | 芸人                                                                   | タレント                                                               |
| --- | -------------------------- | ---------------------------------------------------- | ---------------------------------------------------------------------- | ---------------------------------------------------------------------- | ---------------------------------------------------------------------- |
| 元旦SP | 1月1日（水） (5:00 - 6:55) | アリタ&解説員が正月の東京を見に行く!?                | 岸博幸 吉川美代子 出口保行 五箇公一 滝沢カレン                         | 総集編                                                                 | 総集編                                                                 |
| 196 | 1月10日                    | 何なんすか、この番組は?の巻                          | 藤原成一 吉川美代子 齋藤孝                                             | 津田篤宏 （ダイアン）                                                  | 町田啓太 （劇団EXILE）                                                 |
| 197 | 1月17日                    | 生まれて一番の迷子?の巻                              | 岸博幸 出口保行 五箇公一                                               | 秋山竜次 （ロバート）                                                  | 岡崎紗絵                                                               |
| 198 | 1月24日                    | 選択肢を与えてくれ!の巻                              | 齋藤孝 出口保行 五箇公一                                               | 堤下敦 （インパルス）                                                  | 葉山奨之                                                               |
| 199 | 1月31日                    | 出口が一茂、その通りですの巻                         | 出口保行 岸博幸 吉川美代子                                             | 高橋茂雄 （サバンナ）                                                  | 宮沢氷魚                                                               |
| 200 | 2月7日 (23:15 - 23:55)     | 放送200回記念! 全然成長しないな～の巻                | 岸博幸 出口保行 五箇公一                                               | 総集編                                                                 | 総集編                                                                 |
| 201 | 2月14日                    | 何があるの?扉のむこうに!の巻                         | 岸博幸 出口保行 五箇公一                                               | 飯尾和樹 （ずん）                                                      | 高畑充希                                                               |
| 202 | 2月21日                    | やるならしっかりやろう!の巻                          | 齋藤孝 吉川美代子 出口保行                                             | 吉村崇 （平成ノブシコブシ）                                            | 白石麻衣 （乃木坂46）                                                  |
| 203 | 2月28日                    | 誤解を生む…の巻                                      | 山崎世美子 吉川美代子 出口保行                                         | 藤森慎吾 （オリエンタルラジオ）                                        | 鈴木伸之 （劇団EXILE） ほのか                                          |
| 204 | 3月6日                     | さっきの8は…の巻                                     | 岸博幸 齋藤孝 五箇公一                                                 | 森田哲矢 （さらば青春の光）                                            | 清原翔                                                                 |
| 205 | 3月13日 (23:20 - 24:00)    | この仕組みキツイですね〜の巻                         | 岸博幸 吉川美代子 出口保行                                             | 中岡創一 （ロッチ）                                                    | 中川大志                                                               |
| 206 | 3月20日                    | シンバルシャンシャンの巻                             | 齋藤孝 出口保行 五箇公一                                               | 井上裕介 （NON STYLE）                                                 | 新妻聖子                                                               |
| 207 | 4月3日                     | 全然違います!の巻                                    | 齋藤孝 吉川美代子 五箇公一                                             | 井戸田潤 （スピードワゴン）                                            | 加藤シゲアキ （NEWS）                                                  |
| 208 | 4月10日                    | 教科書に載ってないヤツの巻                           | 岸博幸 木嶋真優 出口保行                                               | ふかわりょう                                                           | 中村アン                                                               |
| 209 | 4月17日                    | ここはもう順番で!の巻                                | 樋口桂 吉川美代子 齋藤孝                                               | 狩野英孝                                                               | 黒木啓司 （EXILE/EXILE THE SECOND）                                    |
| 210 | 4月24日                    | レスポンス!の巻                                      | 森井じゅん 岸博幸 五箇公一                                             | 兼光タカシ （プラス・マイナス）                                        | 松本まりか                                                             |
| 211 | 5月1日                     | 1年に1回荒れるんだわの巻                             | 岸博幸 吉川美代子 出口保行                                             | 河本準一 （次長課長）                                                  | 織田梨沙                                                               |
| 212 | 5月8日                     | キレイに消したいですね!の巻                          | 藤山哲人 齋藤孝 出口保行                                               | 品川祐 （品川庄司）                                                    | 関水渚                                                                 |
| 緊急特別企画『解説員が選ぶ過去5年の傑作選』 ※COVID-19対策の一環でOPとEDは新撮映像、本編は過去回の再放送。 |                            |                                                      |                                                                        |                                                                        |                                                                        |
| 213 | 5月15日                    | いい番組だなぁの巻 （2019年7月26日放送分）           | 川村優希 岸博幸 五箇公一                                               | 友近 SHELLY                                                            | 藤原紀香                                                               |
| 214 | 5月22日                    | 恋はカミナリの巻 （2018年8月17日放送分）             | 齋藤孝 吉川美代子 出口保行                                             | 山里亮太 （南海キャンディーズ）                                        | 蒼井優                                                                 |
| 215 | 5月29日                    | 笑いすぎて最終的に恐怖の巻 （2018年3月23日放送分）   | 鈴木良子 齋藤孝 五箇公一                                               | 藤森慎吾 （オリエンタルラジオ）                                        | 成田凌                                                                 |
| 216 | 6月5日                     | うわぁぁぁーダメだっての巻 （2019年11月29日放送分）  | 岸博幸 出口保行 五箇公一                                               | 柴田英嗣 （アンタッチャブル）                                          | 新木優子                                                               |
| 特別編『週刊脱力タイムズ批評』※視聴者からの意見を元に改善点を検証し番組の向上を目指す特別企画。           |                            |                                                      |                                                                        |                                                                        |                                                                        |
| 217 | 6月12日                    | 急降下の理由を知りたい!の巻 （2018年12月28日放送分） | 齋藤孝 吉川美代子 出口保行                                             | 小籔千豊                                                               | 田中圭                                                                 |
| 218 | 6月19日                    | 何言っているか分からないんで、どっちでも!の巻        | 齋藤孝 吉川美代子 出口保行                                             | 総集編                                                                 | 総集編                                                                 |
| 通常放送を再開。                                                                                          |                            |                                                      |                                                                        |                                                                        |                                                                        |
| 219 | 6月26日                    | さじ加減って知っています?の巻                        | 岸博幸 吉川美代子 出口保行                                             | 山里亮太 （南海キャンディーズ）                                        | 堀田真由                                                               |
| 220 | 7月3日                     | 信用ならんの巻                                       | 齋藤孝 吉川美代子 出口保行                                             | 別府ともひこ （エイトブリッジ）                                        | ファーストサマーウイカ                                                 |
| 221 | 7月10日                    | バイクの事だけの巻                                   | 野々村友紀子 吉川美代子 出口保行                                       | 福田充徳 （チュートリアル）                                            | 神尾楓珠                                                               |
| 222 | 7月17日                    | だから誰なんだこれ?の巻                              | 川村優希 岸博幸 齋藤孝                                                 | 小峠英二 （バイきんぐ）                                                | 小関裕太                                                               |
| 223 | 7月24日                    | 好きになりました!の巻                                | 岸博幸 吉川美代子                                                      | 濱口優 （よゐこ）                                                      | 安斉かれん                                                             |
| 224 | 7月31日                    | スタジオにいても地獄の巻                             | 出口保行 齋藤孝                                                        | 池田美優                                                               | 桜庭ななみ                                                             |
| 225 | 8月7日                     | 本当にこの番組だけです!の巻                          | 出口保行 齋藤孝                                                        | 土屋伸之 （ナイツ）                                                    | 竜星涼                                                                 |
| 226 | 8月14日                    | ツッコミ下手や!?の巻                                 | 岸博幸 吉川美代子 出口保行                                             | 小籔千豊                                                               | 永瀬廉 （King&Prince）                                                 |
| 227 | 8月21日                    | どうしていいか分からないの巻                         | 脱力タイムズカルトQ（総集編） 解答者：伊沢拓司、三浦奈保子、アリタ哲平 | 脱力タイムズカルトQ（総集編） 解答者：伊沢拓司、三浦奈保子、アリタ哲平 | 脱力タイムズカルトQ（総集編） 解答者：伊沢拓司、三浦奈保子、アリタ哲平 |
| 228 | 8月28日                    | このネタに謝って下さいの巻                           | ジョディ・イエガー 岸博幸                                              | 後藤拓実 （四千頭身）                                                  | 磯村勇斗                                                               |
| 229 | 9月4日                     | なんのために?の巻                                    | ジョディ・イエガー 岸博幸                                              | 斉藤慎二 （ジャングルポケット）                                        | 水川あさみ                                                             |
| 230 | 9月11日                    | もうちょっと上手いんですよの巻                       | 岸博幸 齋藤孝                                                          | 濱家隆一 （かまいたち）                                                | 立花恵理                                                               |
| 231 | 9月18日                    | お忘れですか!?の巻                                   | 酒井明人 吉川美代子 出口保行                                           | カズレーザー （メイプル超合金）                                        | 神木隆之介                                                             |
| 232 | 9月25日                    | 僕が言うのも何ですけど!の巻                          | 吉川美代子 出口保行                                                    | 田村亮 （ロンドンブーツ1号2号）                                        | 柳楽優弥                                                               |
| 233 (SP)                                                                                                  | 10月2日 (23:00 - 翌0:10)   | 本当に嫌いなんです!の巻                              | 岸博幸 出口保行 吉川美代子 五箇公一 齋藤孝                             | 伊達みきお （サンドウィッチマン）                                      | 二宮和也 （嵐）                                                        |
| 234 | 10月9日                    | 仕事できるなアイツ!の巻                              | 岸博幸 吉川美代子                                                      | ケンドーコバヤシ                                                       | 白石聖                                                                 |
| 235 | 10月16日                   | ヘイ!ベイビーって誰や?の巻                           | 齋藤孝 森井じゅん 出口保行                                             | 高橋茂雄 （サバンナ）                                                  | 新川優愛                                                               |
| 236 | 10月23日                   | 脚色無しでお届けしてますの巻                         | 出口保行 吉川美代子 齋藤孝                                             | 飯尾和樹 （ずん）                                                      | 松本穂香                                                               |
| 237 | 10月30日                   | こんなパンクロック?の巻                              | 岸博幸 藤原成一                                                        | 久保田かずのぶ （とろサーモン）                                        | 大原優乃                                                               |
| 238 | 11月6日                    | テレビ出して大丈夫?の巻                              | 齋藤孝 吉川美代子                                                      | ナダル （コロコロチキチキペッパーズ）                                  | 伊藤沙莉                                                               |
| 239 | 11月20日                   | ポンコツにもほどがある!の巻                          | 齋藤孝 出口保行                                                        | 小宮浩信 （三四郎）                                                    | 赤楚衛二                                                               |
| 240 | 12月4日                    | 今後はNGにしてください!の巻                          | 松本奈緒美 吉川美代子 岸博幸                                           | 長田庄平 （チョコレートプラネット）                                    | 平祐奈                                                                 |
| 241 | 12月11日                   | これ気付かないのオレ?の巻                            | 齋藤孝 吉川美代子                                                      | 橋本直 （銀シャリ）                                                    | 板垣李光人                                                             |
| 242 | 12月18日                   | この続きがありますから!の巻                          | 出口保行 岸博幸                                                        | 斎藤司 （トレンディエンジェル）                                        | 松井珠理奈 （SKE48）                                                   |
| 243 | 12月25日 (23:05 - 23:45)   | 責めないであげてください!の巻                        | 岸博幸 出口保行                                                        | 陣内智則                                                               | 窪田正孝                                                               |

### 2021年
| 回       | 放送日                    | サブタイトル                                    | 全力解説員                         | ゲスト                                | ゲスト                            |
| 回       | 放送日                    | サブタイトル                                    | 全力解説員                         | 芸人                                  | タレント                          |
| -------- | ------------------------- | ----------------------------------------------- | ---------------------------------- | ------------------------------------- | --------------------------------- |
| 244 (SP) | 1月1日 (23:30 - 翌0:30)   | 持ち味出ないじゃん!の巻                         | 岸博幸 吉川美代子                  | フワちゃん                            | 白石麻衣                          |
| 245      | 1月8日                    | そこはツッコめ!の巻                             | 岸博幸 出口保行                    | サーヤ （ラランド）                   | 大倉忠義 （関ジャニ∞）            |
| 246      | 1月15日                   | ダメだ!今日、降りてくる!の巻                    | 齋藤孝 吉川美代子 出口保行         | みやぞん （ANZEN漫才）                | 香里奈                            |
| 247      | 1月22日                   | こんな芸人は嫌だ!?の巻                          | 齋藤孝 出口保行                    | 尾形貴弘 （パンサー）                 | 桜井ユキ                          |
| 248      | 1月29日                   | ぶっ壊れてるじゃないですか!?の巻                | 岸博幸 吉川美代子                  | 中川礼二 （中川家）                   | 瀧本美織                          |
| 249      | 2月5日                    | これは実際そうです!の巻                         | 吉川美代子 齋藤孝                  | 藤森慎吾 （オリエンタルラジオ）       | 生瀬勝久                          |
| 250      | 2月12日                   | 一言で言うならZGGの巻                           | 入澤あきこ 吉川美代子 出口保行     | 岡部大 （ハナコ）                     | 北川景子                          |
| 251      | 2月19日                   | パラレルワールド?の巻                           | 山崎世美子 岸博幸 齋藤孝           | 稲田直樹 （アインシュタイン）         | 松下洸平                          |
| 252      | 2月26日                   | やりますよ私!の巻                               | 飯田祐基 吉川美代子 齋藤孝         | 井上裕介 （NON STYLE）                | 森七菜                            |
| 253      | 3月5日                    | 緊急企画!キャスター・アリタが謝罪!?の巻         | 総集編                             | 総集編                                | 総集編                            |
| 254      | 3月12日                   | お願いします!合格!の巻                          | 岸博幸 出口保行 野々村友紀子       | 屋敷裕政 （ニューヨーク）             | 山崎紘菜                          |
| 255      | 3月19日                   | 俺が引っ張るんだ!の巻                           | 岸博幸 齋藤孝                      | 柴田英嗣 （アンタッチャブル）         | 新田真剣佑                        |
| 256      | 4月2日                    | 出ていないですよね?の巻                         | 岸博幸 吉川美代子 出口保行         | 山内健司 （かまいたち）               | 鈴木亮平                          |
| 257      | 4月9日                    | 夢は諦めようかなと!の巻                         | 藤田尚弓 岸博幸 出口保行           | おいでやす小田                        | 奈緒                              |
| 258      | 4月16日                   | お笑いはアクセルの遊び!の巻                     | 齋藤孝 吉川美代子                  | 盛山晋太郎 （見取り図）               | 石井杏奈                          |
| 259      | 4月23日                   | まぁ、やるけど!の巻                             | 山下メロ 吉川美代子 齋藤孝         | 藤本敏史 （FUJIWARA）                 | 中村ゆりか                        |
| 260      | 4月30日                   | 今日は早いよ!の巻                               | 岸博幸 出口保行                    | 河本準一 （次長課長）                 | 北乃きい                          |
| 261      | 5月14日                   | 現役バリバリの悪党ですよ!の巻                   | 荒舩良孝 吉川美代子 齋藤孝         | ビビる大木                            | 竹内涼真                          |
| 262      | 5月21日                   | 問題だらけですよ!の巻                           | 岡田久信 岸博幸 出口保行           | 長谷川忍 （シソンヌ）                 | 広瀬アリス                        |
| 263      | 5月28日                   | 私の方が良かった?の巻                           | 齋藤孝 出口保行                    | 別府ともひこ （エイトブリッジ）       | 大地真央                          |
| 264      | 6月4日                    | もう大丈夫です!の巻                             | おおつねまさふみ 吉川美代子 岸博幸 | 小峠英二 （バイきんぐ）               | 水谷果穂                          |
| 265      | 6月11日 (23:30 - 翌0:10)  | 特別編・岡島さん密着ドキュメントの巻            | 総集編                             | 総集編                                | 総集編                            |
| 266      | 6月18日                   | 事務所とモメるかも!?の巻                        | 安川雅史 吉川美代子 出口保行       | 吉村崇 （平成ノブシコブシ）           | 浮所飛貴 （美少年/ジャニーズJr.） |
| 267      | 6月25日                   | 顔が怖いです!の巻                               | 水乃渚月 岸博幸 齋藤孝             | 福田麻貴 （3時のヒロイン）            | 井之脇海                          |
| 268      | 7月2日                    | CMとったどー!の巻                               | 齋藤孝 岸博幸                      | 濱口優 （よゐこ）                     | 渡邊圭祐                          |
| 269      | 7月9日 (23:40 - 翌0:20）  | 面白くねぇなオマエ!の巻                         | 出口保行 吉川美代子                | ぼる塾                                | 清水尋也                          |
| 270      | 7月16日                   | こいつ何なの?の巻                               | 出口保行 齋藤孝                    | 向井慧 （パンサー）                   | ディーン・フジオカ                |
| 271      | 7月30日                   | まだ仕掛けあるの?の巻                           | 森永康平 吉川美代子 岸博幸         | 井上裕介 （NON STYLE）                | 白石聖                            |
| 272      | 8月6日                    | 強引?ではございますが、選りすぐり総集編ですの巻 | 齋藤孝 吉川美代子 岸博幸 出口保行  | 総集編                                | 総集編                            |
| 273      | 8月13日                   | 被害者の顔はやめて!の巻                         | 清原博 吉川美代子 岸博幸           | 久保田かずのぶ （とろサーモン）       | 高橋克典                          |
| 274      | 8月20日                   | とんだ茶番?の巻                                 | 飯田祐基 出口保行 齋藤孝           | 斉藤慎二 （ジャングルポケット）       | 佐野玲於 （GENERATIONS）          |
| 275      | 8月27日                   | 何がリード?の巻                                 | 木村隆志 岸博幸 齋藤孝             | 田村亮 （ロンドンブーツ1号2号）       | 草刈民代                          |
| 276      | 9月3日                    | 心にもないこと言うからだ!の巻                   | 吉川美代子 出口保行                | 小籔千豊                              | 福山翔大                          |
| 277      | 9月10日                   | ちょっと広げ過ぎ!の巻                           | 吉川美代子 出口保行                | 後藤拓実 （四千頭身）                 | DAIGO                             |
| 278      | 9月17日                   | ワクワクしているんですか?の巻                   | 岸博幸 齋藤孝                      | 中岡創一 （ロッチ）                   | 藤原大祐                          |
| 279      | 9月24日                   | 問題ありますよ!コレは!の巻                      | 岸博幸 吉川美代子                  | 川島明 （麒麟）                       | 石川恋                            |
| 280 (SP) | 10月1日 (23:00 - 翌0:10)  | 俺で70分は長いって!の巻                         | 齋藤孝 出口保行                    | 出川哲朗                              | 山口紗弥加                        |
| 281      | 10月8日                   | 一言では無理です!の巻                           | 齋藤孝 出口保行                    | ケンドーコバヤシ                      | 勝地涼                            |
| 282      | 10月15日                  | すごいアイデア!の巻                             | 岸博幸 吉川美代子                  | 高橋茂雄 （サバンナ）                 | 横山裕 （関ジャニ∞）              |
| 283      | 10月22日                  | スタジオの密を避けたい!の巻                     | 岸博幸 吉川美代子                  | ナダル （コロコロチキチキペッパーズ） | 山田杏奈                          |
| 284      | 11月5日                   | 終わってる?の巻                                 | 岸博幸 出口保行 齋藤孝             | 山里亮太 （南海キャンディーズ）       | 矢吹奈子 （HKT48）                |
| 285      | 11月12日 (23:30 - 翌0:10) | またヤリやがったな!の巻                         | 岸博幸 齋藤孝                      | カンニング竹山                        | 藤井流星 （ジャニーズWEST）       |
| 286      | 11月19日                  | じゃあ、そうしましょうか!?の巻                  | 吉川美代子 出口保行                | 飯尾和樹 （ずん）                     | 志田未来                          |
| 287      | 11月26日                  | 解説員の不満解消のために!?の巻                  | 齋藤孝 吉川美代子 岸博幸 出口保行  | 総集編                                | 総集編                            |
| 288      | 12月3日 (23:10 - 23:50)   | 出来てどうする!の巻                             | 吉川美代子 齋藤孝                  | 小宮浩信 （三四郎）                   | トラウデン直美                    |
| 289      | 12月10日                  | 説明させてくれ!の巻                             | 岸博幸 出口保行                    | 藤森慎吾 （オリエンタルラジオ）       | 佐藤寛太                          |
| 290      | 12月17日                  | 自由に答える!の巻                               | 吉川美代子 岸博幸                  | 福田充徳 （チュートリアル）           | 安田顕                            |

### 2022年
| 回       | 放送日                       | サブタイトル                     | 全力解説員                   | ゲスト                                | ゲスト                   |
| 回       | 放送日                       | サブタイトル                     | 全力解説員                   | 芸人                                  | タレント                 |
| -------- | ---------------------------- | -------------------------------- | ---------------------------- | ------------------------------------- | ------------------------ |
| 291      | 1月7日                       | 今日一緒に帰ろう!の巻            | 出口保行 齋藤孝              | 津田篤宏 （ダイアン）                 | 白石麻衣                 |
| 292      | 1月14日                      | そういう内容だったのか!の巻      | 吉川美代子 出口保行          | 陣内智則                              | 生田絵梨花               |
| 293      | 1月21日 (23:15 - 23:55)      | え?今回ここ!?の巻                | 岸博幸 齋藤孝                | 柴田英嗣 （アンタッチャブル）         | 一ノ瀬颯                 |
| 294      | 1月28日                      | 見たくはないかな?の巻            | 岸博幸 吉川美代子            | 宇治原史規 （ロザン）                 | 森田望智                 |
| 295      | 2月4日                       | 今日は自我がスゴい!の巻          | 出口保行 齋藤孝              | 橋本直 （銀シャリ）                   | 桜井ユキ                 |
| 296      | 2月11日                      | 芸人は皆やってます!の巻          | 出口保行 吉川美代子          | 尾形貴弘 （パンサー）                 | 佐野勇斗                 |
| 297      | 2月18日                      | アリタさん…どう思いますか?の巻   | 総集編                       | 総集編                                | 総集編                   |
| 298      | 2月25日                      | 勝手にやらないで下さい!の巻      | 岸博幸 齋藤孝                | みやぞん （ANZEN漫才）                | 吉野北人 （THE RAMPAGE） |
| 299      | 3月4日                       | 止めようか!の巻                  | 岸博幸 齋藤孝                | 森田哲矢 （さらば青春の光）           | 武藤十夢 （AKB48）       |
| 300      | 3月11日                      | まぁ今日はいいけど!の巻          | 出口保行 吉川美代子          | 長田庄平 （チョコレートプラネット）   | 門脇麦                   |
| 301      | 3月25日                      | カオスだよ!の巻                  | 出口保行 吉川美代子          | いとうあさこ                          | 宮舘涼太 （Snow Man）    |
| 302      | 4月1日                       | 売れたんです!の巻                | 岸博幸 出口保行              | 屋敷裕政 （ニューヨーク）             | 松本若菜                 |
| 303      | 4月8日                       | 1対1は無理です!の巻              | 岸博幸 出口保行              | フワちゃん                            | 鈴鹿央士                 |
| 304      | 4月15日                      | リサイクルが過ぎますよ!の巻      | 林田剛 吉川美代子 齋藤孝     | 盛山晋太郎 （見取り図）               | 山田裕貴                 |
| 305      | 4月22日                      | もっとやりたいです!の巻          | 岸博幸 齋藤孝                | 河本準一 （次長課長）                 | 伊原六花                 |
| 306      | 4月29日                      | ハマりますよ!の巻                | 吉川美代子 出口保行          | 斎藤司 （トレンディエンジェル）       | 窪田正孝                 |
| 307      | 5月13日                      | ごめんなさい!無理です!の巻       | 岸博幸 齋藤孝                | 長谷川雅紀 （錦鯉）                   | 森川葵                   |
| 308      | 5月20日                      | 絶妙な人を探したな!の巻          | 吉川美代子 出口保行          | 長谷川忍 （シソンヌ）                 | 嵐莉菜                   |
| 309      | 5月27日                      | 視聴者のことを考えているんだの巻 | 総集編                       | 総集編                                | 総集編                   |
| 310 (SP) | 6月3日 (23:00 - 翌0:10)      | おいおい!ダメだよ!の巻           | 清原博 吉川美代子 出口保行   | 藤森慎吾 （オリエンタルラジオ）       | 加藤シゲアキ （NEWS）    |
| 311      | 6月10日                      | テイでお願いします!?の巻         | 岸博幸 齋藤孝                | カズレーザー （メイプル超合金）       | 恒松祐里                 |
| 312      | 6月17日                      | 強引すぎる!の巻                  | 岸博幸 齋藤孝                | 藤本敏史 （FUJIWARA）                 | ディーン・フジオカ       |
| 313      | 7月1日                       | お前がツッコむ案件だ!の巻        | 吉川美代子 出口保行          | あんり （ぼる塾）                     | 原菜乃華                 |
| 315      | 7月15日                      | おい!お嬢ちゃん!の巻             | 岸博幸 吉川美代子            | 小峠英二 （バイきんぐ）               | 岡部麟 （AKB48）         |
| 314      | 7月22日                      | 史上最強の一番打者!?の巻         | 出口保行 齋藤孝              | ヒコロヒー                            | 若村麻由美               |
| 316      | 7月29日                      | よだれが出るくらい嬉しい!!の巻   | 吉川美代子 岸博幸            | ナダル （コロコロチキチキペッパーズ） | 福本莉子                 |
| 317      | 8月5日                       | 僕ですか!?の巻                   | 島田秀平 吉川美代子 齋藤孝   | 稲田直樹 （アインシュタイン）         | 数原龍友 （GENERATIONS） |
| 318      | 8月12日                      | マジでやばいからの巻             | 出口保行 齋藤孝              | 久保田かずのぶ （とろサーモン）       | トリンドル玲奈           |
| 319      | 8月19日                      | これぐらいの速さで!!の巻         | 岸博幸 出口保行              | 野田クリスタル （マヂカルラブリー）   | 貫地谷しほり             |
| 320      | 8月26日                      | 違う人なのかな?の巻              | 吉川美代子 齋藤孝            | 向井慧 （パンサー）                   | 松井玲奈                 |
| 321      | 9月2日                       | お笑いゼロ!?の巻                 | 岸博幸 出口保行              | 福田麻貴 （3時のヒロイン）            | 工藤美桜                 |
| 322      | 9月9日                       | ちょっと、ご相談なんですが…の巻  | 総集編                       | 総集編                                | 総集編                   |
| 323      | 9月16日                      | 今日もうオレ無理よ!?の巻         | 大原昌人 出口保行 齋藤孝     | 斉藤慎二 （ジャングルポケット）       | 岡山天音                 |
| 324      | 9月23日 (23:30 - 翌0:10)     | もしかして嫌いかも!?の巻         | 出口保行 齋藤孝              | 津田篤宏 （ダイアン）                 | 白洲迅                   |
| 325      | 9月30日                      | 今日はお帰り頂きます!?の巻       | 吉川美代子 岸博幸            | りんたろー。 （EXIT）                 | 奈緒                     |
| 326      | 10月15日（土） (0:00 - 0:40) | テレビはヘタになった!?の巻       | 岸博幸 齋藤孝 五箇公一       | 吉村崇 （平成ノブシコブシ）           | 蒔田彩珠                 |
| 327      | 10月21日                     | 全力投球したで!?の巻             | 吉川美代子 出口保行          | 岡田圭右 （ますだおかだ）             | 川津明日香               |
| 328      | 10月28日                     | 言い方下手か!?の巻               | 岸博幸 出口保行 齋藤孝       | 井上裕介 （NON STYLE）                | 千葉恵里 （AKB48）       |
| 329      | 11月4日                      | チャンスですよ!?の巻             | 岸博幸 齋藤孝                | 濱口優 （よゐこ）                     | 川村壱馬 （THE RAMPAGE） |
| 330      | 11月11日                     | あっという間に消える!?の巻       | 岸博幸 齋藤孝                | 高橋茂雄（サバンナ）                  | 桜田ひより               |
| 331      | 11月18日                     | 心配ないさー!?の巻               | 出口保行 吉川美代子 五箇公一 | 田村亮 （ロンドンブーツ1号2号）       | 柿澤勇人                 |
| 332      | 11月25日                     | 大変な仕事だな〜!?の巻           | 吉川美代子 出口保行          | 品川祐 （品川庄司）                   | 増子敦貴 （GENIC）       |
| 333      | 12月2日                      | そんなの向いてないです!?の巻     | 齋藤孝 岸博幸 五箇公一       | 池田美優                              | 蕨野友也                 |
| 334      | 12月9日                      | 考え古いかも!?の巻               | 齋藤孝 出口保行              | 伊藤俊介 （オズワルド）               | 岡田結実                 |
| 335      | 12月16日                     | 言った通りに!?の巻               | 岸博幸 吉川美代子 五箇公一   | 井戸田潤 （スピードワゴン）           | ジェジュン               |
| 336      | 12月23日                     | 立派な芸能人!?の巻               | 岸博幸 齋藤孝 五箇公一       | 山添寛 （相席スタート）               | 珠城りょう               |

### 2023年
| 回       | 放送日                    | サブタイトル                             | 全力解説員                                                                                                   | ゲスト | ゲスト |
| 回       | 放送日                    | サブタイトル                             | 全力解説員                                                                                                   | 芸人 | タレント |
| -------- | ------------------------- | ---------------------------------------- | --- | --- | --- |
| 337      | 1月6日                    | 警戒心が強すぎて!?の巻                   | 出口保行 吉川美代子                                                                                          | カンニング竹山                                                                                               | 中村ゆり |
| 338      | 1月13日                   | 今日はこの手で!?の巻                     | 齋藤孝 吉川美代子                                                                                            | 小籔千豊 | 佐々木久美 （日向坂46）                                                                                      |
| 339      | 1月20日                   | ウソを言えばいい!?の巻                   | 岸博幸 出口保行 五箇公一                                                                                     | 陣内智則 | 竜星涼 |
| 340      | 1月27日                   | DNNドキュメント、緊急事態の合間に!?の巻  | 総集編 | 総集編 | 総集編 |
| 341      | 2月3日                    | 良く来て!?の巻                           | 齋藤孝 吉川美代子 五箇公一                                                                                   | 中岡創一 （ロッチ）                                                                                          | 山下美月 （乃木坂46）                                                                                        |
| 342      | 2月10日                   | 降りてこない!?の巻                       | 岸博幸 出口保行                                                                                              | みやぞん （ANZEN漫才）                                                                                       | 片岡愛之助                                                                                                   |
| 343      | 2月17日                   | 良いの見つけた!?の巻                     | 吉川美代子 五箇公一                                                                                          | ふかわりょう                                                                                                 | 本田仁美 （AKB48）                                                                                           |
| 344      | 2月24日                   | 早くない!?の巻                           | 岸博幸 齋藤孝                                                                                                | りんたろー。 （EXIT）                                                                                        | 山崎紘菜 |
| 345      | 3月3日                    | ちょっと待って!おかしいよ!?の巻          | 齋藤孝 出口保行                                                                                              | 堀内健 （ネプチューン）                                                                                      | 高橋恭平 （なにわ男子）                                                                                      |
| 346      | 3月10日                   | !?の巻                                   | 岸博幸 出口保行 五箇公一                                                                                     | 後藤拓実 （四千頭身）                                                                                        | 畑芽育 |
| 347      | 3月17日                   | 言わない方がいい!?の巻                   | 齋藤孝 吉川美代子                                                                                            | 小峠英二 （バイきんぐ）                                                                                      | 金城碧海 （JO1）                                                                                             |
| 348      | 3月24日                   | 気になることが!?の巻                     | 齋藤孝 吉川美代子 五箇公一                                                                                   | 飯尾和樹 （ずん）                                                                                            | 木戸大聖 |
| 349      | 4月7日                    | 気持ち悪!?の巻                           | 岸博幸 出口保行                                                                                              | いとうあさこ                                                                                                 | 渡辺翔太 （Snow Man）                                                                                        |
| 350      | 4月14日                   | どんな局なんですか!?の巻                 | 吉川美代子 齋藤孝                                                                                            | 津田篤宏 （ダイアン）                                                                                        | 鈴木ゆうか                                                                                                   |
| 351      | 4月21日                   | コワ〜ッ!?の巻                           | 森永康平 出口保行 五箇公一                                                                                   | 稲田直樹 （アインシュタイン）                                                                                | 白石聖 |
| 352      | 4月28日                   | さや香の方が!?の巻                       | 齋藤孝 岸博幸 五箇公一                                                                                       | 井口浩之 （ウエストランド）                                                                                  | 安斉星来 |
| 353      | 5月12日                   | キッカケにした!?の巻                     | 吉川美代子 出口保行                                                                                          | 山里亮太 （南海キャンディーズ）                                                                              | 宮世琉弥 |
| 354      | 5月19日                   | ツーウェイ!?の巻                         | 吉川美代子 五箇公一                                                                                          | 屋敷裕政 （ニューヨーク）                                                                                    | 武田玲奈 |
| 355      | 5月26日                   | そういう趣旨で!?の巻                     | 岸博幸 齋藤孝 出口保行                                                                                       | 藤本敏史 （FUJIWARA）                                                                                        | 吉野北人 （THE RAMPAGE）                                                                                     |
| 356      | 6月2日                    | 論より証拠!?の巻                         | 吉川美代子 出口保行 齋藤孝                                                                                   | 久保田かずのぶ （とろサーモン）                                                                              | 仁村紗和 |
| 357      | 6月9日                    | ポケットは甘すぎる!?の巻                 | 岸博幸 吉川美代子 五箇公一                                                                                   | 盛山晋太郎 （見取り図）                                                                                      | 上川隆也 |
| 358      | 6月16日                   | ヒコロヒーが番組の「闇」を徹底追及!?の巻 | 総集編 | 総集編 | 総集編 |
| 359      | 6月23日                   | セルフでイジって!?の巻                   | 齋藤孝 出口保行                                                                                              | 橋本直 （銀シャリ）                                                                                          | 尾上松也 |
| 360      | 6月30日                   | 次に進めないから!?の巻                   | 岸博幸 吉川美代子 五箇公一                                                                                   | 小宮浩信 （三四郎）                                                                                          | 葵わかな |
| 361      | 7月7日                    | やめよう!?の巻                           | 出口保行 吉川美代子                                                                                          | 斎藤司 （トレンディエンジェル）                                                                              | 高橋文哉 |
| 362      | 7月14日                   | こんな楽しいんだ!?の巻                   | 岸博幸 齋藤孝 五箇公一                                                                                       | あんり （ぼる塾）                                                                                            | 松下洸平 |
| 363      | 7月21日                   | どうしてこんな早いの!?の巻               | 齋藤孝 出口保行 五箇公一                                                                                     | 河本準一 （次長課長）                                                                                        | 菊地凛子 |
| 364      | 7月28日                   | 行き違いがあって!?の巻                   | 岸博幸 吉川美代子                                                                                            | 尾形貴弘 （パンサー）                                                                                        | 吉柳咲良 |
| 365      | 8月4日                    | もう少し見せて!?の巻                     | 齋藤孝 吉川美代子 五箇公一                                                                                   | 井上裕介 （NON STYLE）                                                                                       | 飯豊まりえ                                                                                                   |
| 366      | 8月11日                   | マジかよ、オイ!?の巻                     | 岸博幸 出口保行                                                                                              | みなみかわ                                                                                                   | 茂木忍 （AKB48）                                                                                             |
| 367      | 8月18日                   | テレビの未来をジャズにのせて討論…の巻    | 吉川美代子 岸博幸 出口保行 五箇公一 齋藤孝                                                                   | 総集編 | 総集編 |
| 368      | 8月25日                   | ケンコバに恐怖体験が降りかかって…の巻    | 吉川美代子 出口保行                                                                                          | ケンドーコバヤシ                                                                                             | 米倉れいあ                                                                                                   |
| 369      | 9月1日                    | 今が一番不安!?の巻                       | 岸博幸 齋藤孝 五箇公一                                                                                       | 河井ゆずる （アインシュタイン）                                                                              | 橋本環奈 |
| 370      | 9月8日                    | きょん好きじゃない!?の巻                 | 吉川美代子 五箇公一                                                                                          | 西村真二 （コットン）                                                                                        | 中川大輔 |
| 371      | 9月15日                   | つながる!?の巻                           | 齋藤孝 出口保行                                                                                              | 藤森慎吾 （オリエンタルラジオ）                                                                              | 萩原利久 |
| 372      | 9月22日                   | やりませ〜ん!?の巻                       | 吉川美代子 五箇公一                                                                                          | 山添寛 （相席スタート）                                                                                      | 中村蒼 |
| 373      | 9月29日                   | 新しいやり方!?の巻                       | 出口保行 五箇公一                                                                                            | ナダル （コロコロチキチキペッパーズ）                                                                        | 鳴海唯 |
| 374      | 10月6日                   | コロチキ・ナダルが訴えた相手とは!!の巻   | 新撮パートと前回（9月29日）放送分の未公開映像を放送 ゲスト：西野創人（コロコロチキチキペッパーズ）、八代英輝 | 新撮パートと前回（9月29日）放送分の未公開映像を放送 ゲスト：西野創人（コロコロチキチキペッパーズ）、八代英輝 | 新撮パートと前回（9月29日）放送分の未公開映像を放送 ゲスト：西野創人（コロコロチキチキペッパーズ）、八代英輝 |
| 375      | 10月13日 (23:15 - 23:55)  | 「ぽかぽか」にどう!?の巻                 | 出口保行 岸博幸 五箇公一                                                                                     | 澤部佑 （ハライチ）                                                                                          | 石井杏奈 |
| 376      | 10月20日                  | ちょっとお疲れですか!?の巻               | 吉川美代子 齋藤孝                                                                                            | 斉藤慎二 （ジャングルポケット）                                                                              | 渡辺大知 |
| 377      | 10月27日                  | 「パリピ」って言ってないです!!の巻       | 齋藤孝 出口保行 五箇公一                                                                                     | 小籔千豊 | 向井理 |
| 378      | 11月3日                   | なんで僕じゃないんですか!!の巻           | 吉川美代子 岸博幸                                                                                            | 後藤拓実 （四千頭身）                                                                                        | 藤原樹 （THE RAMPAGE）                                                                                       |
| 379      | 11月10日                  | 芸能界から消えますよ!?の巻               | 齋藤孝 吉川美代子                                                                                            | フワちゃん                                                                                                   | オダギリジョー                                                                                               |
| 380      | 11月17日                  | 脱力ボーイズがレッツ脱力!?の巻           | 岸博幸 五箇公一 出口保行                                                                                     | 品川祐 （品川庄司）                                                                                          | 與那城奨 （JO1）                                                                                             |
| 381      | 11月24日                  | 究極の二択にてんてこまい…の巻            | 齋藤孝 五箇公一                                                                                              | カズレーザー （メイプル超合金）                                                                              | 戸塚純貴 |
| 382      | 12月1日                   | 脱力カジノに挑戦!?の巻                   | 岸博幸 出口保行 吉川美代子                                                                                   | 鈴木もぐら （空気階段）                                                                                      | 日向亘 |
| 383      | 12月8日                   | 今日はチョットややこしい!?の巻           | 岸博幸 出口保行                                                                                              | 向井慧 （パンサー）                                                                                          | 出口夏希 |
| 384      | 12月15日                  | アナウンサー立てこもり事件!?の巻         | 齋藤孝 吉川美代子 五箇公一                                                                                   | 松陰寺太勇 （ぺこぱ）                                                                                        | 村上佳菜子                                                                                                   |
| 385 (SP) | 12月29日 (23:00 - 翌0:45) | 年末SP 重大ニュースTOP10                 | 岸博幸 齋藤孝 吉川美代子 五箇公一                                                                            | 伊達みきお （サンドウィッチマン）                                                                            | 西野七瀬 |

### 2024年
| 回       | 放送日                   | サブタイトル                                           | 全力解説員                                 | ゲスト                                | ゲスト                        |
| 回       | 放送日                   | サブタイトル                                           | 全力解説員                                 | 芸人                                  | タレント                      |
| -------- | ------------------------ | ------------------------------------------------------ | ------------------------------------------ | ------------------------------------- | ----------------------------- |
| 386      | 1月5日                   | 僕の恥ずかしい話です!?の巻                             | 岸博幸 五箇公一                            | 山里亮太 （南海キャンディーズ）       | 岡山天音                      |
| 387      | 1月12日                  | 100万円の価値がある!?の巻                              | 吉川美代子 五箇公一                        | 芝大輔 （モグライダー）               | 見上愛                        |
| 388      | 1月19日                  | 番組を見て頂ければ分かる!?の巻                         | 岸博幸 出口保行 齋藤孝                     | 高橋茂雄 （サバンナ）                 | 工藤美桜                      |
| 389      | 1月26日                  | せめてスタジオでやらせて!?の巻                         | 齋藤孝 吉川美代子 出口保行                 | 津田篤宏 （ダイアン）                 | 山田涼介 （Hey! Say! JUMP）   |
| 390      | 2月2日                   | 誰が来てもボコボコ!?の巻                               | 岸博幸 五箇公一                            | 久保田かずのぶ （とろサーモン）       | 中島颯太 （FANTASTICS）       |
| 391      | 2月9日                   | 超豪華ゲストで検証! 報道の自由は守られているのか!?の巻 | 総集編                                     | 総集編                                | 総集編                        |
| 392      | 2月16日                  | 初めてですけど、やりたいなっと!?の巻                   | 山崎世美子 吉川美代子 出口保行             | 陣内智則                              | 大竹しのぶ                    |
| 393      | 2月23日                  | こっちの仕事まで奪うなよ!?の巻                         | 岸博幸 齋藤孝 五箇公一                     | 平子祐希 （アルコ&ピース）            | 影山優佳                      |
| 394      | 3月1日                   | また来づらくなっちゃう!?の巻                           | 吉川美代子 齋藤孝                          | 中岡創一 （ロッチ）                   | 細田佳央太                    |
| 395      | 3月8日                   | 私の目を見てください!?の巻                             | 岸博幸 出口保行 五箇公一                   | あんり （ぼる塾）                     | 奥平大兼                      |
| 396      | 3月22日                  | 今、そういう流れです!?の巻                             | 出口保行 吉川美代子 五箇公一               | 田村亮 （ロンドンブーツ1号2号）       | 若村麻由美                    |
| 397      | 3月29日                  | 何なんですか!あの人は!?の巻                            | 岸博幸 齋藤孝                              | 伊藤俊介 （オズワルド）               | 恒松祐里                      |
| 398      | 4月5日                   | エッ?僕は入っていないんですか!?の巻                    | 齋藤孝 吉川美代子 五箇公一                 | 飯尾和樹 （ずん）                     | 田中圭                        |
| 399      | 4月12日                  | こういう使われ方するの初めて!?の巻                     | 岸博幸 出口保行                            | みやぞん                              | 京本大我 （SixTONES）         |
| 400      | 4月19日                  | イライラしますね!?の巻                                 | 岸博幸 齋藤孝                              | 堀内健 （ネプチューン）               | 中村ゆり                      |
| 401      | 4月26日                  | 濡れ場でもあるんですか!?の巻                           | 出口保行 吉川美代子 五箇公一               | 盛山晋太郎 （見取り図）               | 木南晴夏                      |
| 402      | 5月10日                  | 企画の件で揉めてしまい…!?の巻                          | 山田美保子 岸博幸 吉川美代子               | 藤森慎吾 （オリエンタルラジオ）       | 藤原さくら                    |
| 403      | 5月17日                  | そこまでのスピードで!?の巻                             | 齋藤孝 出口保行 五箇公一                   | 小峠英二 （バイきんぐ）               | 蒔田彩珠                      |
| 404      | 5月24日                  | 俺のサンキューですから!?の巻                           | 齋藤孝 吉川美代子 出口保行                 | 尾形貴弘 （パンサー）                 | 山崎育三郎                    |
| 405      | 5月31日                  | 臆病になっちゃダメ!?の巻                               | 植草美幸 岸博幸 五箇公一                   | 大久保佳代子 （オアシズ）             | 白岩瑠姫 （JO1）              |
| 406      | 6月7日                   | 佐久間みなみアナが今、とても気になっていること!?の巻   | 総集編                                     | 総集編                                | 総集編                        |
| 407      | 6月14日                  | 吉村さんひっかけに!?の巻                               | 齋藤孝 出口保行                            | 鈴木奈々 菊地亜美                     | 福本莉子                      |
| 408      | 6月21日                  | 芸能人には少し重いテーマかも!?の巻                     | 吉川美代子 岸博幸 五菌公一                 | 永野                                  | MEGUMI                        |
| 409      | 6月28日                  | 今年は番組に呼ばないで欲しい!?の巻                     | 吉川美代子 岸博幸 五菌公一                 | 河本準一 （次長課長）                 | 小森隼 （GENERATIONS）        |
| 410      | 7月5日                   | あんな怒られることなかった!?の巻                       | 齋藤孝 出口保行                            | 小籔千豊                              | ソニン                        |
| 411      | 7月12日                  | もう絶対に無理なので!?の巻                             | 齋藤孝 吉川美代子 五菌公一                 | 出井隼之助 （ヤーレンズ）             | 瀬口黎弥 （FANTASTICS）       |
| 412      | 7月19日                  | ずっと見てました!?の巻                                 | 加藤積一 岸博幸 出口保行                   | りんたろー。 （EXIT）                 | 佐藤大樹 （EXILE/FANTASTICS） |
| 413      | 7月26日                  | うがった目で!?の巻                                     | 吉川美代子 五菌公一                        | 山添寛 （相席スタート）               | 川西拓実 （JO1）              |
| 414      | 8月2日                   | これはしんどい!?の巻                                   | 岸博幸 齋藤孝 出口保行                     | 屋敷裕政 （ニューヨーク）             | 木全翔也 （JO1）              |
| 415      | 8月9日                   | ナニ聞いてんねん!?の巻                                 | 齋藤孝 吉川美代子 五箇公一                 | 稲田直樹 （アインシュタイン）         | ラウール （Snow Man）         |
| 416      | 8月16日                  | アレは誰のための何!?の巻                               | 岸博幸 出口保行                            | 井口浩之 （ウエストランド）           | 深川麻衣                      |
| 417      | 8月23日                  | 大学卒業制作作品!!誰がやっているのか分かりました!の巻  | 総集編                                     | 総集編                                | 総集編                        |
| 418      | 8月30日                  | 何をたくらんでるんですか!?の巻                         | 山田美保子 岸博幸 吉川美代子               | 向井慧 （パンサー）                   | 佐藤隆太                      |
| 419      | 9月6日                   | お笑いをステップに!?の巻                               | 齋藤孝 出口保行 五菌公一                   | 福田麻貴 （3時のヒロイン）            | 白石聖                        |
| 420      | 9月13日                  | 追加されますよ!?の巻                                   | 岸博幸 五箇公一 吉川美代子                 | 野田クリスタル （マヂカルラブリー）   | 松坂桃李                      |
| 421 (SP) | 9月27日 (23:00 - 翌0:10) | 7・8年寝てました!?の巻                                 | 岸博幸 吉川美代子 齋藤孝 五箇公一 出口保行 | ノブ （千鳥）                         | 渡辺翔太 （Snow Man）         |
| 422      | 10月11日                 | 世間はそう見てるのか!?の巻                             | 齋藤孝 出口保行                            | 岡田圭右 （ますだおかだ）             | ジェシー （SixTONES）         |
| 423      | 10月18日                 | 1千万円獲得!?の巻                                      | 岸博幸 齋藤孝                              | 森田哲矢 （さらば青春の光）           | 三浦獠太                      |
| 424      | 10月25日                 | 前に聞いた!?の巻                                       | 五箇公一 齋藤孝                            | 斎藤司 （トレンディエンジェル）       | 桜井日奈子                    |
| 425      | 11月1日                  | カルタじゃないんだから!?の巻                           | 岸博幸 出口保行                            | 長谷川雅紀 （錦鯉）                   | 石井杏奈                      |
| 426      | 11月8日                  | 遠慮なく泣いて頂ければ!?の巻                           | 岸博幸 五箇公一                            | ふかわりょう                          | 藤間爽子                      |
| 427      | 11月15日                 | 何とかならないでしょ!?の巻                             | 岸博幸 五箇公一                            | ナダル （コロコロチキチキペッパーズ） | 小野花梨                      |
| 428      | 11月22日                 | めっちゃ感動してます!?の巻                             | 出口保行 齋藤孝                            | 奥田修二 （ガクテンソク）             | 佐野勇斗 （M!LK）             |
| 429      | 11月29日                 | 納得いかない!?の巻                                     | 総集編                                     | 総集編                                | 総集編                        |
| 430      | 12月6日                  | 私のことが日本一かわいい!?の巻                         | 出口保行 齋藤孝                            | 小宮浩信 （三四郎）                   | 永野芽郁                      |
| 431      | 12月13日                 | 言葉を商売にするのは怖い!?の巻                         | 岸博幸 齋藤孝                              | 久保田かずのぶ （とろサーモン）       | 松山ケンイチ                  |
| 432      | 12月27日                 | 仲の良い芸人が続々休業!?の巻                           | 吉川美代子 出口保行 五箇公一               | カズレーザー （メイプル超合金）       | 石田ひかり                    |

### 2025年
| 回         | 放送日                     | サブタイトル                                       | 全力解説員                   | ゲスト                                | ゲスト                               |
| 回         | 放送日                     | サブタイトル                                       | 全力解説員                   | 芸人                                  | タレント                             |
| ---------- | -------------------------- | -------------------------------------------------- | ---------------------------- | ------------------------------------- | ------------------------------------ |
| 433        | 1月10日                    | 芸人ランキング14位!?の巻                           | 出口保行 五箇公一            | 橋本直 （銀シャリ）                   | 板垣李光人                           |
| 434        | 1月17日                    | やれやれ顔でダラダラトーク!?の巻                   | 吉川美代子 岸博幸 齋藤孝     | 長谷川忍 （シソンヌ）                 | 陣 （THE RAMPAGE）                   |
| 435        | 1月24日                    | 無理だって!?の巻                                   | 吉川美代子 出口保行          | 藤本敏史 （FUJIWARA）                 | 山本千尋                             |
| 436        | 1月31日                    | 俺どんだけピエロやねん!?の巻                       | 五箇公一 齋藤孝 岸博幸       | 津田篤宏 （ダイアン）                 | 神尾楓珠                             |
| 437        | 2月7日                     | 番組をあげて、推しているということはないので!?の巻 | 総集編                       | 総集編                                | 総集編                               |
| 438        | 2月14日                    | そこに本当に苦手なんですよね!?の巻                 | 出口保行 岸博幸              | みやぞん                              | 大西礼芳                             |
| 439        | 2月21日                    | そんな落ち込むこと!?の巻                           | 出口保行 齋藤孝              | 新山 （さや香）                       | milet                                |
| 440        | 2月28日                    | 最初にやっちゃうタイプ!?の巻                       | 五箇公一 齋藤孝              | 品川祐 （品川庄司）                   | 八木仁愛 （僕が見たかった青空）      |
| 441        | 3月7日                     | いっぱい恋した方がいい!?の巻                       | 五箇公一 齋藤孝 山本早織     | いとうあさこ                          | 宮世琉弥                             |
| 442        | 3月14日                    | 今日は何ですかコレは!?の巻                         | 吉川美代子 出口保行 齋藤孝   | 藤森慎吾 （オリエンタルラジオ）       | 平祐奈                               |
| 443        | 3月28日                    | だいぶズレてはりますね!?の巻                       | 吉川美代子 出口保行          | 高橋茂雄 （サバンナ）                 | 伊原六花                             |
| 444        | 4月4日                     | 映っちゃいけない方でした!?の巻                     | 吉川美代子 岸博幸            | 博多大吉 （博多華丸・大吉）           | 前田敦子                             |
| 445        | 4月11日                    | どうしてくれるんですか!?の巻                       | 五箇公一 岸博幸 齋藤孝       | 岡部大 （ハナコ）                     | 松本若菜                             |
| 446        | 4月18日                    | 山根はもう帰ってこない!?の巻                       | 吉川美代子 岸博幸 齋藤孝     | 田中卓志 （アンガールズ）             | 尾上松也                             |
| 447        | 4月25日                    | このまま始めちゃって大丈夫ですか!?の巻             | 吉川美代子 岸博幸 齋藤孝     | 井上裕介 （NON STYLE）                | 森崎ウィン                           |
| 448        | 5月2日                     | えっ俺が知らないだけ!?の巻                         | 吉川美代子 五箇公一 出口保行 | 芝大輔 （モグライダー）               | 田辺誠一                             |
| 449        | 5月9日                     | うらやましいかぎりです!?の巻                       | 五箇公一 出口保行            | ナダル （コロコロチキチキペッパーズ） | SUMIRE                               |
| 450        | 5月16日                    | あいつよりカチカチです!?の巻                       | 五箇公一 岸博幸              | ケンドーコバヤシ                      | 見上愛                               |
| 451        | 5月23日                    | アインシュタイン河井、涙!?の巻                     | 吉川美代子 出口保行 齋藤孝   | 河井ゆずる （アインシュタイン）       | HARUA （&TEAM）                      |
| 452        | 5月30日                    | あのコーナーって終わりました!?の巻                 | 総集編                       | 総集編                                | 総集編                               |
| 453        | 6月6日                     | いま混乱していて!?の巻                             | 吉川美代子 出口保行          | 屋敷裕政 （ニューヨーク）             | 出口夏希                             |
| 454        | 6月13日                    | 鼻につく!?の巻                                     | 五箇公一 齋藤孝              | 田渕章裕 （インディアンス）           | 工藤大輝 （Da-iCE）                  |
| 455        | 6月20日                    | 僕そんなんじゃない!?の巻                           | 出口保行 五箇公一            | 西村真二 （コットン）                 | 花澤香菜                             |
| 456 （SP） | 6月27日 （23:00 - 翌0:00） | 一緒にしないで!?の巻                               | 吉川美代子 齋藤孝            | 原田泰造 （ネプチューン）             | 大森南朋                             |
| 457        | 7月4日                     | テンション低くない!?の巻                           | 吉川美代子 五箇公一          | 陣内智則                              | オダギリジョー                       |
| 458        | 7月11日                    | 鳥肌が立ってます!?の巻                             | 出口保行 齋藤孝              | 太田博久 （ジャングルポケット）       | 浅野ゆう子                           |
| 459        | 7月18日                    | すぐ直した方が!?の巻                               | 出口保行 五箇公一            | 向井慧 （パンサー）                   | 佐藤景瑚 （JO1）                     |
| 460        | 7月25日                    | テレビはダメだ!?の巻                               | 吉川美代子 齋藤孝            | 蓮見翔 （ダウ90000）                  | 砂田将宏 （BALLISTIK BOYZ） 村重杏奈 |
| 461        | 8月1日                     | さすがに許せないです!?の巻                         | 吉川美代子 五箇公一          | 尾形貴弘 （パンサー）                 | 菊池日菜子                           |

## スタッフ
- 構成作家：堀田延、石塚祐介、寺田智和、カツオ、飯尾亮昌、今井健太、宮地ケンスケ（堀田→一時離脱→復帰）
- 美術制作：木村文洋（フジアール）
- デザイン：鈴木賢太（フジテレビ／フジアール）
- アートコーディネーター：塩谷達郎（フジアール）
- 大道具：浅見大
- 大道具操作：山寺宏幸（一時離脱→復帰）
- アクリル装飾：伊藤幸枝
- 電飾：日下信二
- アートフレーム：石井智之
- 装飾：門間誠
- メイク：山田かつら
- SW：真野昇太
- CAM：涌田尚孝
- AUD：吹野真穏
- VE：生田陽祐、佐藤史佳【週替り】
- LD：高木一成
- 編集：三谷光
- MA：鈴木久美子
- 音響効果：松長芳樹
- CG：ぴーたん
- HP：Digital Spec
- 技術協力：fmt、IMAGICA、factory
- リサーチ：鳥居香恵
- 制作協力：FCC、ファウンテン、HiHo-TV、FAT TRUNK、STAYTUNED
- 編成：阪本理紗（フジテレビ、2023年7月14日 - ）
- 営業：金子千紗都（フジテレビ、2024年7月26日 - ）
- 広報：望月亜慧梨（フジテレビ）
- Special Thanks︰狩野雄太（フジテレビ、2024年1月12日 - 、以前は編成企画→企画）
- デスク：樋口麻紀、福田道子（福田→一時離脱→復帰→以前はAP）
- AP：西尾瑠美
- ディレクター：白石宗之、見崎陽亮、島袋亮太、河内大将、古沢マサル、市村智哉、浅野慶太、奥田鷹章、中森達也、矢部宏光（ABEMA）、真木廉治（古沢・水上・市村・中森→一時離脱→復帰）【週替り】
- 演出：陣崎行夫、萩原正雄、高瀬康宏（FCC）、広瀬陽一（ピコパンチ）、村中良輔・山本健太郎・宮森英生（佐藤→一時離脱→復帰、村中・山本→以前はディレクター、FAT TRUNK）
- プロデューサー：大泉正太・中垣佐知子・山岡恭典（中垣→以前はAP、ファウンテン）、中村倫久（HiHo-TV）、半田悠理（FCC）、荻野好美（STAYTUNED）、住田雄一（FAT TRUNK）
- チーフプロデューサー：大川友也（フジテレビ、2025年4月4日 -、2024年9月 - 2025年3月まではプロデューサー）、神原孝（FCC）
- 総合演出：有田哲平（2019年4月 - 、以前はアシスタント総合演出）
- 制作総指揮：名城ラリータ（FCC）（2019年4月 - 、以前は総合演出）
- 制作：フジテレビスタジオ戦略本部第三スタジオ（2023年7月14日 - 、以前は編成制作局バラエティー制作センター→編成総局バラエティ制作局バラエティ制作センター）
- 制作著作：フジテレビ

### 過去のスタッフ
- 構成作家: 横田淳一
- 美術進行: 矢野雄一郎、平山雄大
- 大道具操作: 廣畑和
- アクリル装飾: 日野邦彦、斉藤祐介
- 電飾: 北村亮治、後藤佑介
- TP: 坂本淳一、山本真吾
- VE: 富澤貴啓、白波考大
- 音響効果: 藤代広太
- ペイント: 吉澤真純
- 技術協力: digital circus
- リサーチ：川崎隆幸、ライターズ・オフィス、戸田直樹、檜山渉
- 制作協力：GUTS
- 広報: 清田美智子、守田美穂、瀬田裕幸（瀬田→一時離脱→復帰）、飯泉英一郎（フジテレビ）
- 営業: 丹羽花奈、宮川健、福山晋司、安部花恵、金澤周太朗（フジテレビ、金澤→2023年7月14日 - 2024年7月19日）
- デスク: 渡辺恵美子、三友咲（HiHo-TV、以前はAP）、藤川芳恵（FCC）、宮崎由佳
- TK: 池田美香、山本美衣
- AP：川島桃子、山口ななえ（以前はAP→プロデューサー）
- ディレクター: 相澤雄、持田謙二、瀧澤卓（FCC）、桶屋信次（LOGIC）、内田雅行、津宏典、岡田純一、鈴木一休（FCC）、落合圭太、今井伸弥、小林裕季子、杉原裕一、白岩大輔、宇都竜太、永井裕史、桑原愛希（FAT TRUNK）、増田剛、阪本亮介、水上雄一朗（GUTS）
- 演出：庄司裕暁 (FCC)、佐藤一輝（GUTS）
- プロデューサー: 菅田雄一、白石一幸（キメラ）、尹優梨、鈴木裕奈・神保健一・横田有良 (FCC)、松本哲也、隅田隆之、大川泰・奥村達哉（STAYTUNED）、橋本孔一（FAT TRUNK）
- チーフプロデューサー：田村優介（フジテレビ、2023年7月14日 - 2024年1月）、石川綾一（フジテレビ、2024年1月12日 - 2025年3月、以前は編成企画→一時離脱）

## ネット局
| 放送対象地域   | 放送局                    | 系列                                         | 放送日時                     | ネット状況       | 備考      |
| -------------- | ------------------------- | -------------------------------------------- | ---------------------------- | ---------------- | --------- |
| 関東広域圏     | フジテレビ（CX）          | フジテレビ系列                               | 金曜 23:00 - 23:40           | 制作局           | 制作局    |
| 北海道         | 北海道文化放送（uhb）     | フジテレビ系列                               | 金曜 23:00 - 23:40           | 同時ネット       |           |
| 岩手県         | 岩手めんこいテレビ（mit） | フジテレビ系列                               | 金曜 23:00 - 23:40           | 同時ネット       |           |
| 宮城県         | 仙台放送（OX）            | フジテレビ系列                               | 金曜 23:00 - 23:40           | 同時ネット       |           |
| 秋田県         | 秋田テレビ（AKT）         | フジテレビ系列                               | 金曜 23:00 - 23:40           | 同時ネット       |           |
| 山形県         | さくらんぼテレビ（SAY）   | フジテレビ系列                               | 金曜 23:00 - 23:40           | 同時ネット       |           |
| 福島県         | 福島テレビ（FTV）         | フジテレビ系列                               | 金曜 23:00 - 23:40           | 同時ネット       |           |
| 新潟県         | NST新潟総合テレビ（NST）  | フジテレビ系列                               | 金曜 23:00 - 23:40           | 同時ネット       |           |
| 長野県         | 長野放送（NBS）           | フジテレビ系列                               | 金曜 23:00 - 23:40           | 同時ネット       |           |
| 静岡県         | テレビ静岡（SUT）         | フジテレビ系列                               | 金曜 23:00 - 23:40           | 同時ネット       |           |
| 富山県         | 富山テレビ（BBT）         | フジテレビ系列                               | 金曜 23:00 - 23:40           | 同時ネット       |           |
| 石川県         | 石川テレビ（ITC）         | フジテレビ系列                               | 金曜 23:00 - 23:40           | 同時ネット       |           |
| 福井県         | 福井テレビ（FTB）         | フジテレビ系列                               | 金曜 23:00 - 23:40           | 同時ネット       |           |
| 中京広域圏     | 東海テレビ（THK）         | フジテレビ系列                               | 金曜 23:00 - 23:40           | 同時ネット       |           |
| 近畿広域圏     | 関西テレビ（KTV）         | フジテレビ系列                               | 金曜 23:00 - 23:40           | 同時ネット       |           |
| 島根県・鳥取県 | さんいん中央テレビ（TSK） | フジテレビ系列                               | 金曜 23:00 - 23:40           | 同時ネット       |           |
| 岡山県・香川県 | 岡山放送（OHK）           | フジテレビ系列                               | 金曜 23:00 - 23:40           | 同時ネット       |           |
| 広島県         | テレビ新広島（tss）       | フジテレビ系列                               | 金曜 23:00 - 23:40           | 同時ネット       |           |
| 愛媛県         | テレビ愛媛（EBC）         | フジテレビ系列                               | 金曜 23:00 - 23:40           | 同時ネット       |           |
| 高知県         | 高知さんさんテレビ（KSS） | フジテレビ系列                               | 金曜 23:00 - 23:40           | 同時ネット       |           |
| 福岡県         | テレビ西日本（TNC）       | フジテレビ系列                               | 金曜 23:00 - 23:40           | 同時ネット       |           |
| 佐賀県         | サガテレビ（STS）         | フジテレビ系列                               | 金曜 23:00 - 23:40           | 同時ネット       |           |
| 長崎県         | テレビ長崎（KTN）         | フジテレビ系列                               | 金曜 23:00 - 23:40           | 同時ネット       |           |
| 熊本県         | テレビくまもと（TKU）     | フジテレビ系列                               | 金曜 23:00 - 23:40           | 同時ネット       |           |
| 鹿児島県       | 鹿児島テレビ（KTS）       | フジテレビ系列                               | 金曜 23:00 - 23:40           | 同時ネット       |           |
| 沖縄県         | 沖縄テレビ（OTV）         | フジテレビ系列                               | 金曜 23:00 - 23:40           | 同時ネット       |           |
| 大分県         | テレビ大分（TOS）         | 日本テレビ系列 フジテレビ系列                | 土曜 0:30 - 1:00（金曜深夜） | 時差ネット       | [ 注 41 ] |
| 青森県         | 青森テレビ（ATV）         | TBS系列                                      | 水曜 0:55 - 1:35（火曜深夜） | 遅れネット       | [ 注 42 ] |
| 宮崎県         | テレビ宮崎（UMK）         | フジテレビ系列 日本テレビ系列 テレビ朝日系列 | 土曜 23:10 - 23:50           | 遅れネット       | [ 注 43 ] |
| 日本全域       | フジテレビONE             | CS放送                                       | 火曜 0:00 - 0:30（月曜深夜） | リピート放送あり | [ 注 44 ] |

過去のネット局
- 山梨放送（YBS・日本テレビ系列） - 2022年3月打ち切り。
- テレビ山口（tys・TBS系列） - 2022年9月打ち切り。

インターネット配信
- TVer - 放送終了後更新。ただ、ゲストによっては都合上公開されない場合あり。